# Saint-Pierre-des-Tripiers
Pour les articles homonymes, voir Saint-Pierre.
Saint-Pierre-des-Tripiers est une commune française, située dans le sud-ouest du département de la Lozère en région Occitanie.
Exposée à un climat de montagne, elle est drainée par le Tarn, la Jonte au sud, le ravin des Bastides et divers autres petits cours d'eau. Incluse dans les Cévennes, la commune possède un patrimoine naturel remarquable : deux sites Natura 2000 (le « causse Méjean » et les « gorges du Tarn et de la Jonte ») et six zones naturelles d'intérêt écologique, faunistique et floristique.
Saint-Pierre-des-Tripiers est une commune rurale qui compte 96 habitants en 2022, après avoir connu un pic de population de 461 habitants en 1821.  Ses habitants sont appelés les Saint-Pierriers et Saint-Pierrières.

## Géographie

### Localisation
La commune de Saint-Pierre-des-Tripiers occupe la majeure partie de l'extrémité sud-ouest du causse Méjean. Sur trois de ses côtés, elle est délimitée par des phénomènes naturels : les gorges du Tarn à l'ouest, les gorges de la Jonte au sud, et le ravin des Bastides à l'est. Elle est limitrophe du département de l'Aveyron.

### Communes limitrophes
Saint-Pierre-des-Tripiers est limitrophe de six autres communes dont trois dans l'Aveyron. Au nord-est, son territoire est distant de 700 mètres de celui de La Malène.
|                                | Massegros Causses Gorges  |                 |
| Mostuéjouls (Aveyron)          | Saint-Pierre-des-Tripiers | Hures-la-Parade |
| Le Rozier, Peyreleau (Aveyron) | Veyreau (Aveyron)         |                 |

### Hameaux et lieux-dits
Elle abrite un certain nombre de curiosités naturelles d'exception, ainsi sur les gorges de la Jonte : le balcon du Vertige, les vases de Sèvres et de Chine, notamment ; et sur le causse : les arcs de Saint-Pierre, magnifiques rochers ruiniformes, la grotte de l'Homme mort, etc.
La commune compte de nombreux hameaux :
- sur le causse Méjean on trouve :
  - Cassagnes,
  - la Viale,
  - la Volpilière,
  - le Courby,
  - les Bastides,
  - Saint-Pierre-des-Tripiers,
  - Volcégur,
  - Campdoulens,
- sur les gorges de la Jonte :
  - la Caze,
  - le Truel (mairie),
- et sur les gorges du Tarn :
  - la Sablière,
  - Plaisance.

La mairie présente la particularité de se trouver non pas dans le village qui donne son nom à la commune, mais au Truel, dans les gorges de la Jonte.

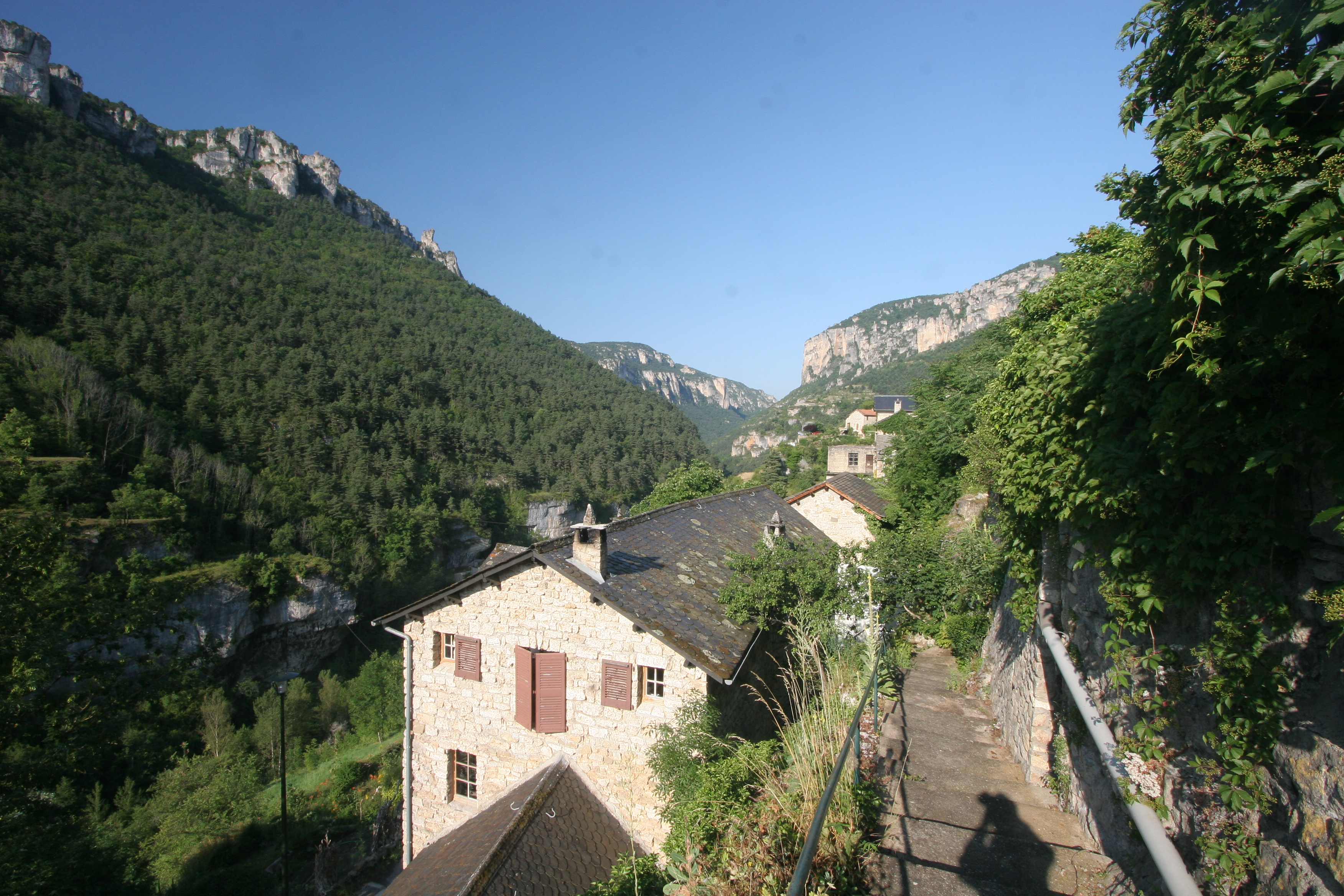
Le hameau du Truel, dans les gorges de la Jonte.
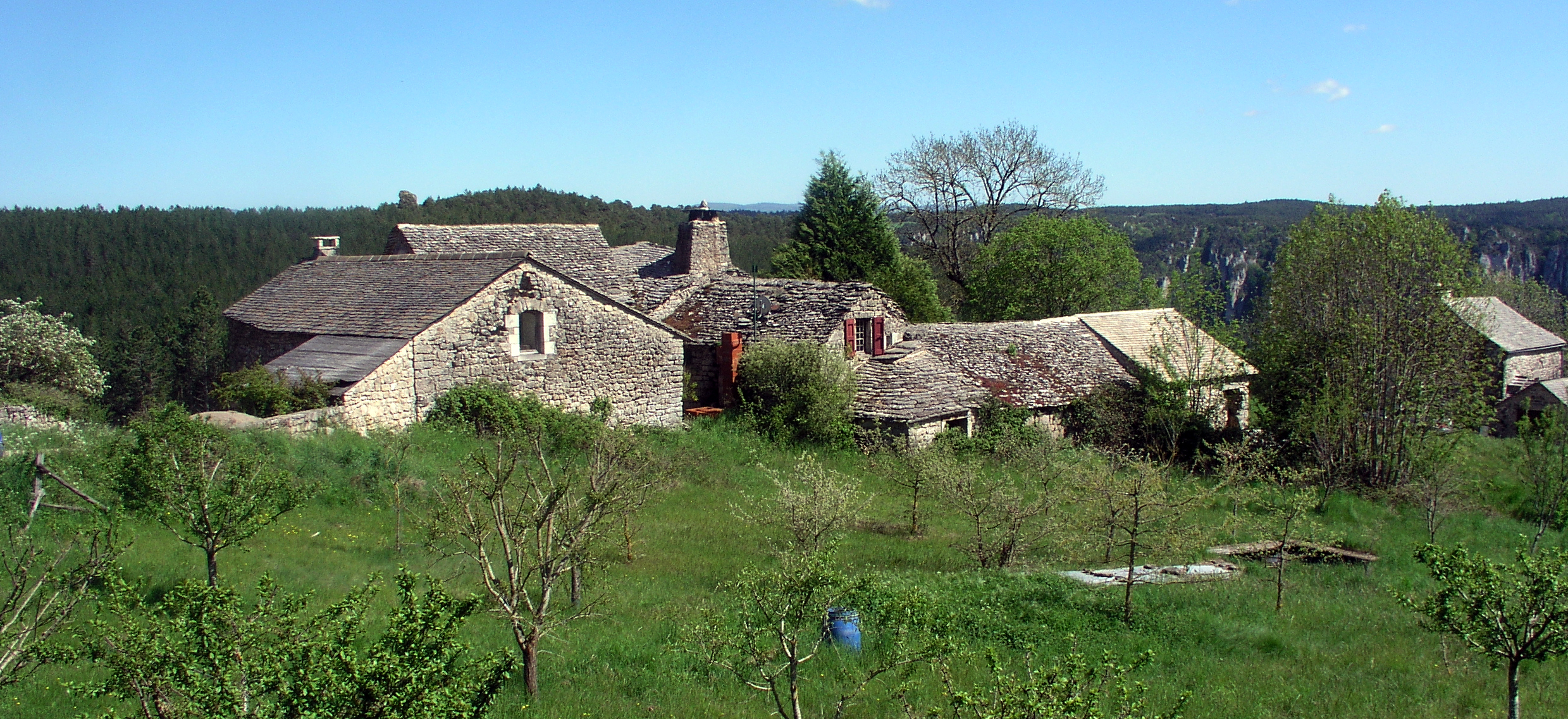
Le hameau de Cassagnes, sur le causse Méjean.
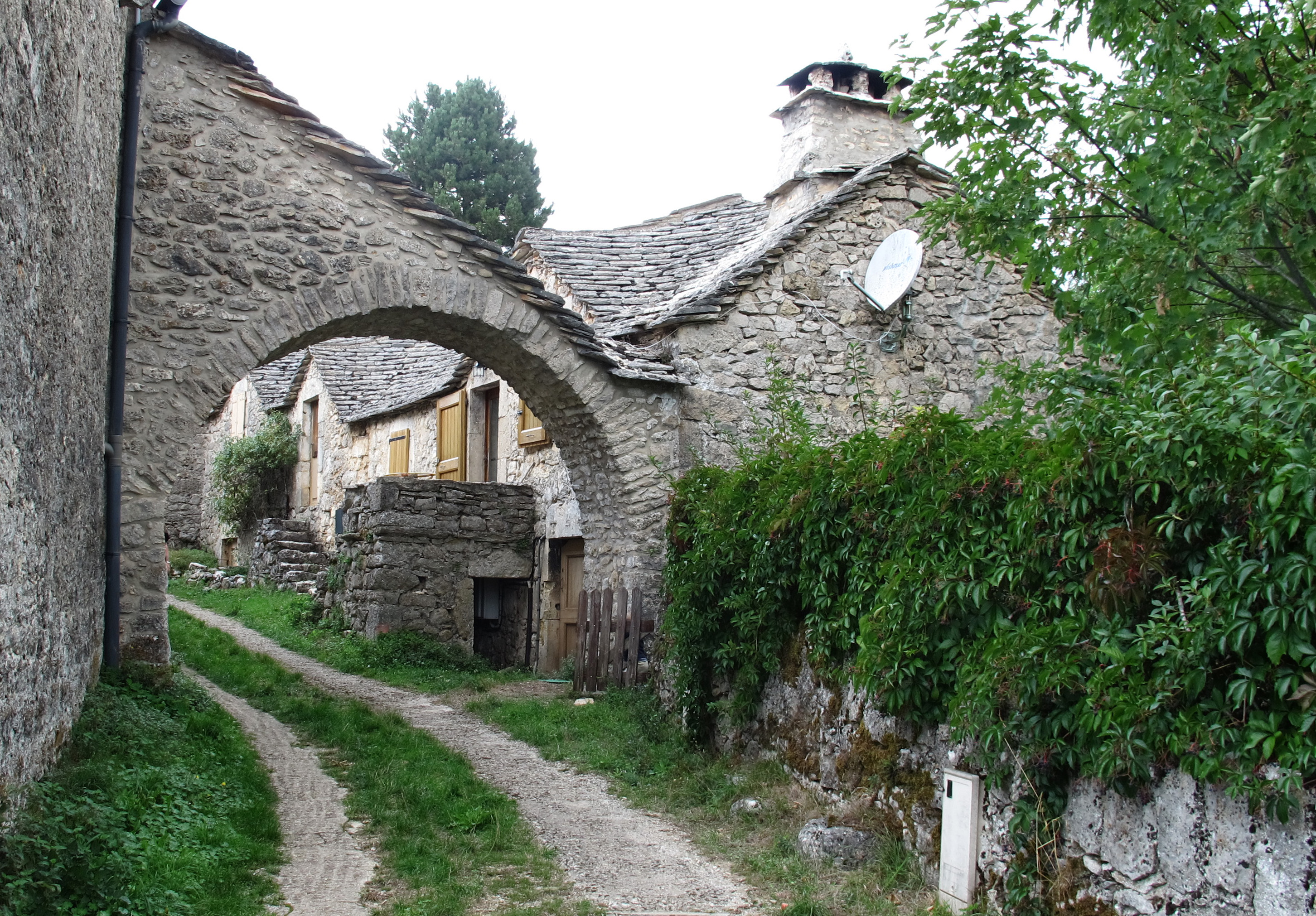
Hameau de la Volpilière.

### Climat
Pour des articles plus généraux, voir Climat de l'Occitanie et Climat de la Lozère.
En 2010, le climat de la commune est de type climat des marges montargnardes, selon une étude s'appuyant sur une série de données couvrant la période 1971-2000. En 2020, Météo-France publie une typologie des climats de la France métropolitaine dans laquelle la commune est exposée à un climat de montagne ou de marges de montagne et est dans la région climatique Sud-est du Massif Central, caractérisée par une pluviométrie annuelle de 1 000 à 1 500 mm, minimale en été, maximale en automne.
Pour la période 1971-2000, la température annuelle moyenne est de 11,1 °C, avec une amplitude thermique annuelle de 16,1 °C. Le cumul annuel moyen de précipitations est de 1 207 mm, avec 10,5 jours de précipitations en janvier et 4,9 jours en juillet. Pour la période 1991-2020, la température moyenne annuelle observée sur la station météorologique installée sur la commune est de 9,6 °C et le cumul annuel moyen de précipitations est de 876,3 mm,. Pour l'avenir, les paramètres climatiques de la commune estimés pour 2050 selon différents scénarios d'émission de gaz à effet de serre sont consultables sur un site dédié publié par Météo-France en novembre 2022.
| Mois                                  | jan.           | fév.           | mars           | avril         | mai           | juin           | jui.           | août           | sep.          | oct.          | nov.             | déc.           | année      |
| ------------------------------------- | -------------- | -------------- | -------------- | ------------- | ------------- | -------------- | -------------- | -------------- | ------------- | ------------- | ---------------- | -------------- | ---------- |
| Température minimale moyenne (°C)     | −1,4           | −1,6           | 0,8            | 3             | 6,6           | 10             | 12,2           | 12,1           | 8,8           | 6,2           | 2,1              | −0,5           | 4,9        |
| Température moyenne (°C)              | 2              | 2,4            | 5,5            | 7,9           | 11,7          | 15,7           | 18,2           | 18,2           | 14,2          | 10,5          | 5,7              | 3              | 9,6        |
| Température maximale moyenne (°C)     | 5,5            | 6,5            | 10,1           | 12,8          | 16,8          | 21,3           | 24,3           | 24,3           | 19,5          | 14,8          | 9,2              | 6,4            | 14,3       |
| Record de froid (°C) date du record   | −14,6 13.01.03 | −15,9 05.02.12 | −16,7 01.03.05 | −6,4 07.04.08 | −2,7 01.05.04 | 1,7 13.06.1998 | 3,4 13.07.1993 | 3,8 30.08.1993 | −0,8 18.09.01 | −5,8 25.10.03 | −10,3 22.11.1998 | −13,6 18.12.10 | −16,7 2005 |
| Record de chaleur (°C) date du record | 20,2 01.01.22  | 22,9 27.02.19  | 23,1 14.03.12  | 25,6 09.04.11 | 31,3 22.05.22 | 36,7 28.06.19  | 34,9 24.07.19  | 37,2 23.08.23  | 31,3 04.09.05 | 28,5 08.10.23 | 21,9 02.11.20    | 19,3 02.12.15  | 37,2 2023  |
| Précipitations (mm)                   | 75,2           | 53             | 55,4           | 82,5          | 83,5          | 69,1           | 53,2           | 60,6           | 84,2          | 87,8          | 98,2             | 73,6           | 876,3      |

### Milieux naturels et biodiversité

#### Espaces protégés
La protection réglementaire est le mode d’intervention le plus fort pour préserver des espaces naturels remarquables et leur biodiversité associée,.
Dans ce cadre, la commune fait partie de la zone cœur du Parc national des Cévennes. Ce  parc national, créé en 1967, est un territoire de moyenne montagne formé de cinq entités géographiques : le massif de l'Aigoual, le causse Méjean avec les gorges du Tarn et de la Jonte, le mont Lozère, les vallées cévenoles ainsi que le piémont cévenol.
Les Cévennes sont également un territoire  reconnu réserve de biosphère par l'UNESCO en 1985 pour la mosaïque de milieux naturels qui la composent et qui abritent une biodiversité exceptionnelle, avec 2 400 espèces animales, 2 300 espèces de plantes à fleurs et de fougères, auxquelles s’ajoutent d’innombrables mousses, lichens, champignons,.

#### Réseau Natura 2000

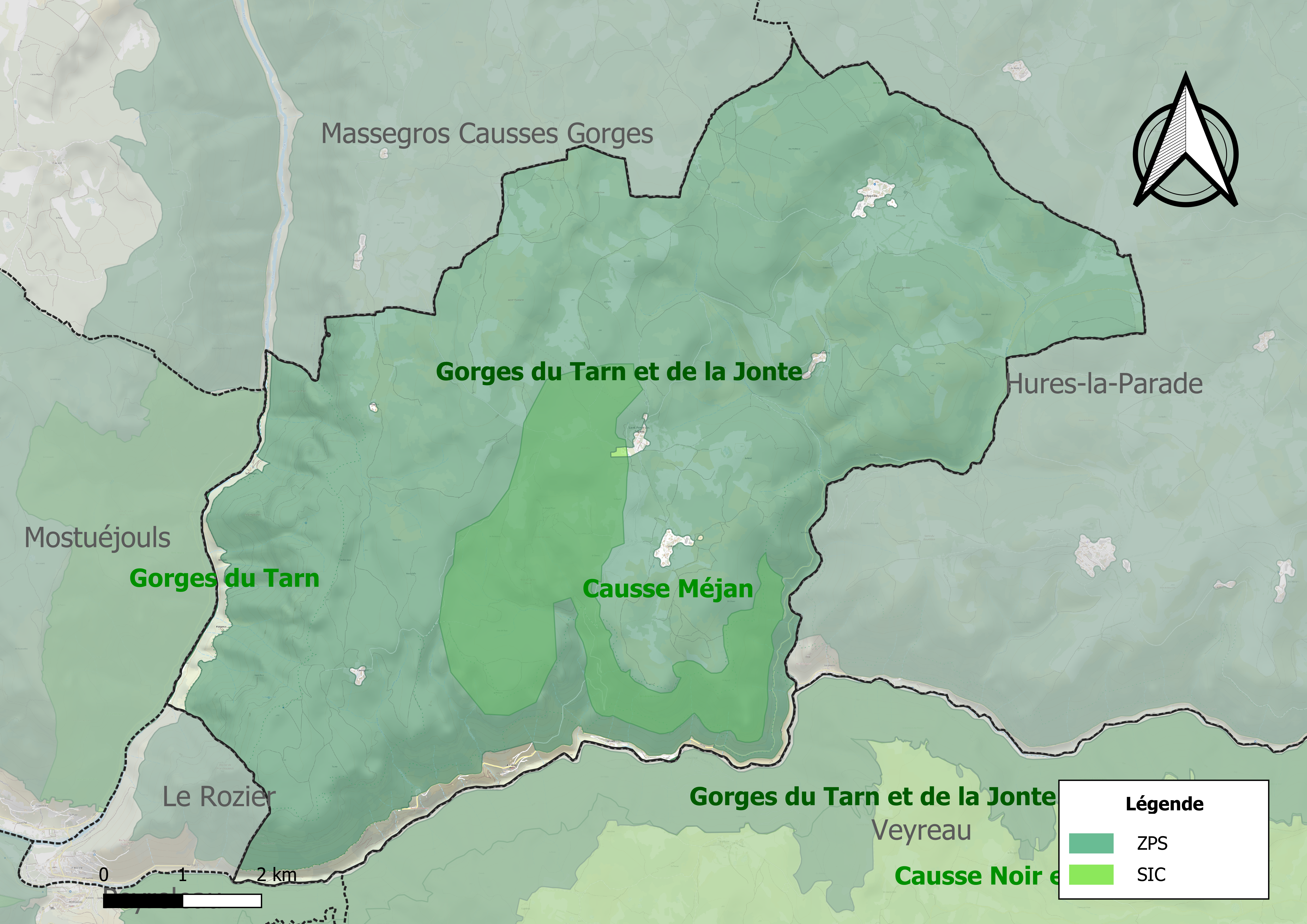
Site Natura 2000 sur le territoire communal.

Le réseau Natura 2000 est un réseau écologique européen de sites naturels d'intérêt écologique élaboré à partir des directives habitats et oiseaux, constitué de zones spéciales de conservation (ZSC) et de zones de protection spéciale (ZPS).
Un site Natura 2000 a été défini sur la commune au titre de la directive habitats :
- le « causse Méjean », d'une superficie de 1 269 ha, un site avec des milieux représentatifs des habitats naturels caussenards à dominante dolomitique présentant un Mesobromion riche en orchidées[14]

et un au titre de la directive oiseaux : 
- les « gorges du Tarn et de la Jonte », d'une superficie de 41 801 ha, englobant le territoire de près des trois-quarts de la population de Vautours fauves des grands causses qui furent l'un des principaux sites français de réintroduction de cette espèce[15].

#### Zones naturelles d'intérêt écologique, faunistique et floristique
L’inventaire des zones naturelles d'intérêt écologique, faunistique et floristique (ZNIEFF) a pour objectif de réaliser une couverture des zones les plus intéressantes sur le plan écologique, essentiellement dans la perspective d’améliorer la connaissance du patrimoine naturel national et de fournir aux différents décideurs un outil d’aide à la prise en compte de l’environnement dans l’aménagement du territoire.
Trois ZNIEFF de type 1 sont recensées sur la commune :
- les « Arcs de Saint-Pierre » (166 ha)[17] ;
- les « gorges de la Jonte » (2 578 ha), couvrant 6 communes dont deux dans l'Aveyron et quatre dans la Lozère[18] ;
- le « versant ouest du causse Méjean » (775 ha), couvrant 3 communes du département[19] ;

et trois ZNIEFF de type 2, : 
- le « causse Méjean » (33 342 ha), couvrant 13 communes du département[20] ;
- les « gorges de la Jonte » (4 568 ha), couvrant 8 communes dont deux dans l'Aveyron et six dans la Lozère[21] ;
- les « gorges du Tarn » (14 434 ha), couvrant 19 communes du département[22].

Cartes des ZNIEFF de type 1 et 2 à Saint-Pierre-des-Tripiers.
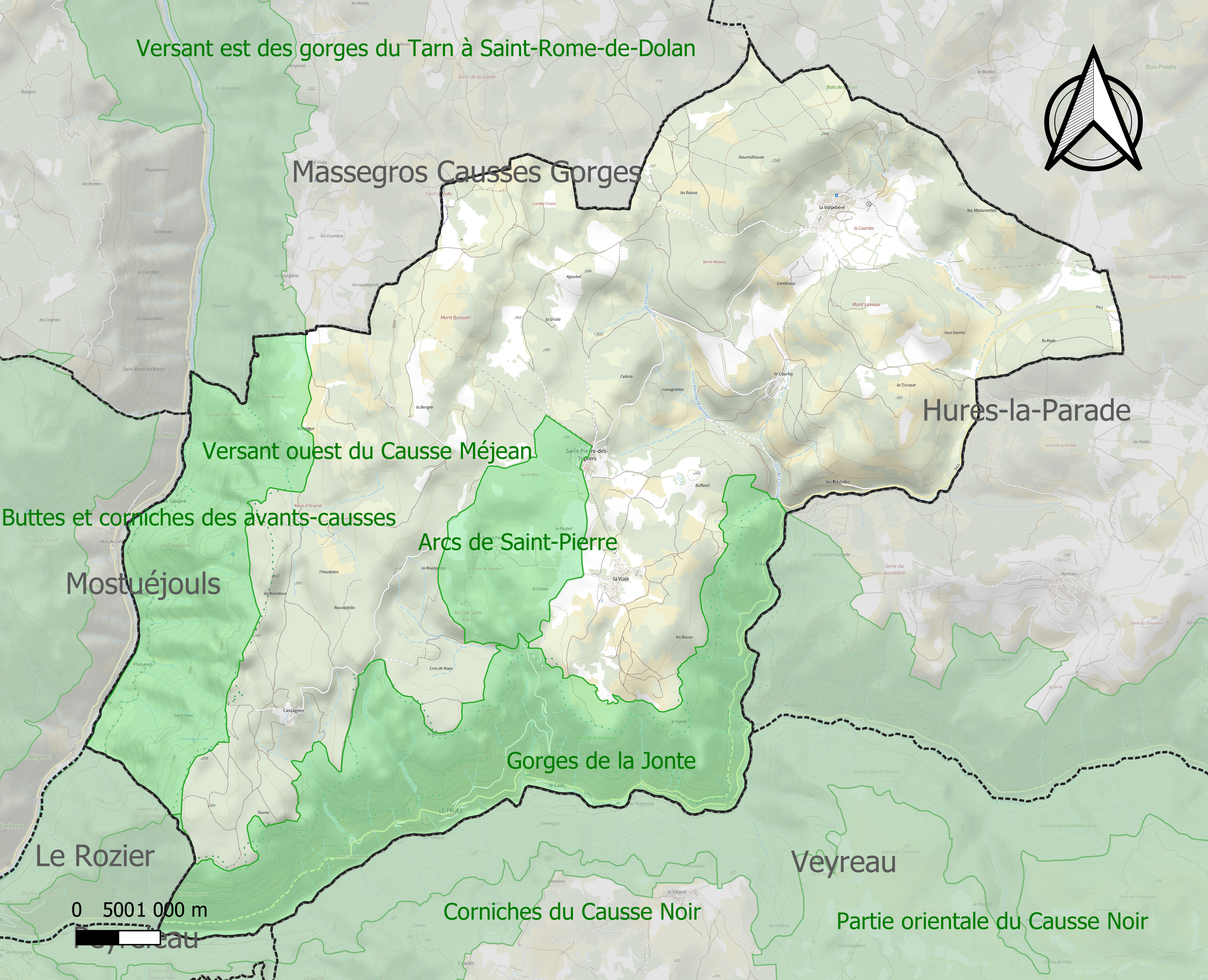
Carte des ZNIEFF de type 1 sur la commune.
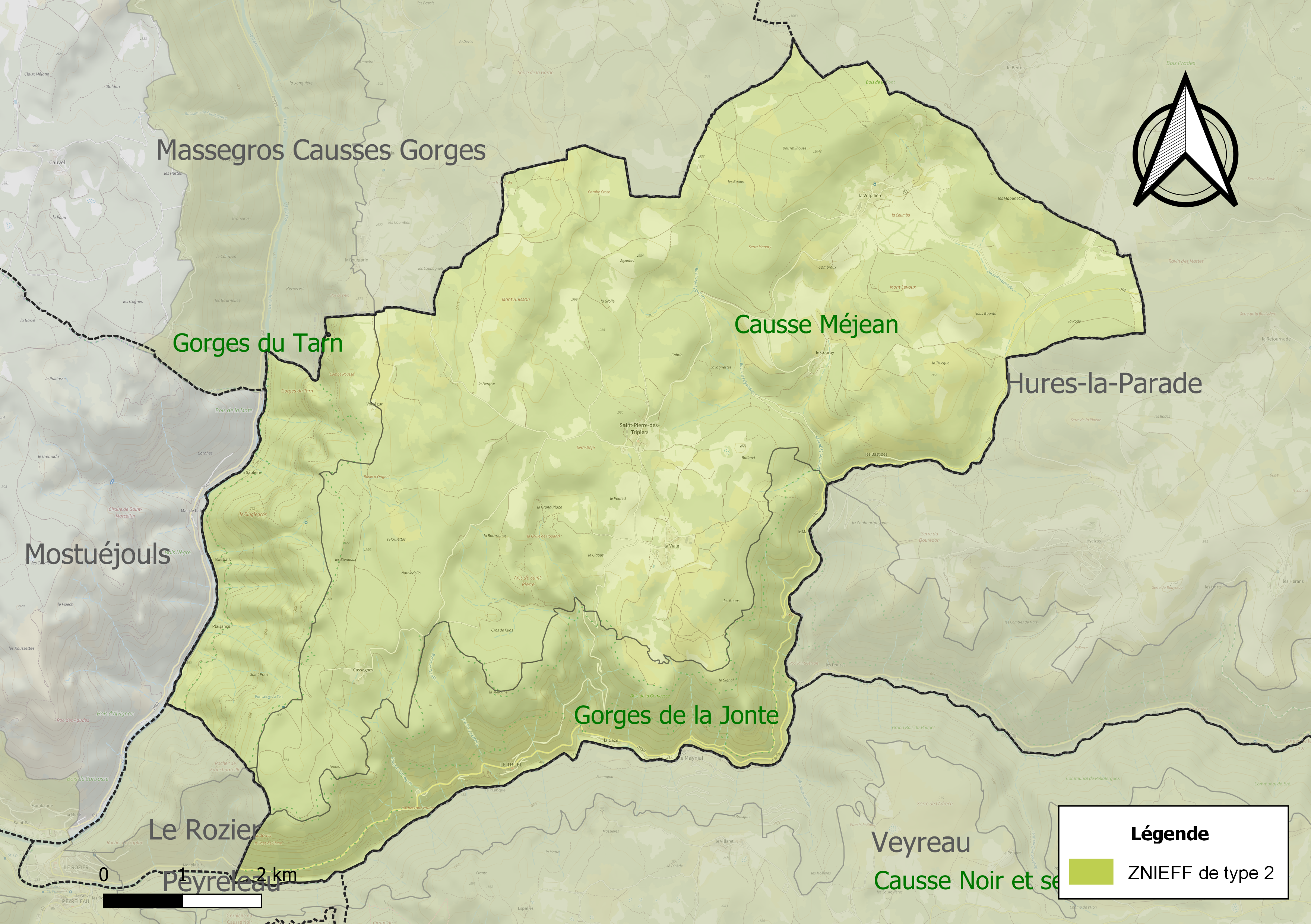
Carte des ZNIEFF de type 2 sur la commune.

## Urbanisme

### Typologie
Au 1er janvier 2024, Saint-Pierre-des-Tripiers est catégorisée commune rurale à habitat très dispersé, selon la nouvelle grille communale de densité à sept niveaux définie par l'Insee en 2022.
Elle est située hors unité urbaine et hors attraction des villes,.

### Occupation des sols
L'occupation des sols de la commune, telle qu'elle ressort de la base de données européenne d’occupation biophysique des sols Corine Land Cover (CLC), est marquée par l'importance des forêts et milieux semi-naturels (90,8 % en 2018), une proportion sensiblement équivalente à celle de 1990 (91,4 %). La répartition détaillée en 2018 est la suivante : 
forêts (51,8 %), milieux à végétation arbustive et/ou herbacée (39 %), zones agricoles hétérogènes (9,2 %). L'évolution de l’occupation des sols de la commune et de ses infrastructures peut être observée sur les différentes représentations cartographiques du territoire : la carte de Cassini (XVIIIe siècle), la carte d'état-major (1820-1866) et les cartes ou photos aériennes de l'IGN pour la période actuelle (1950 à aujourd'hui).

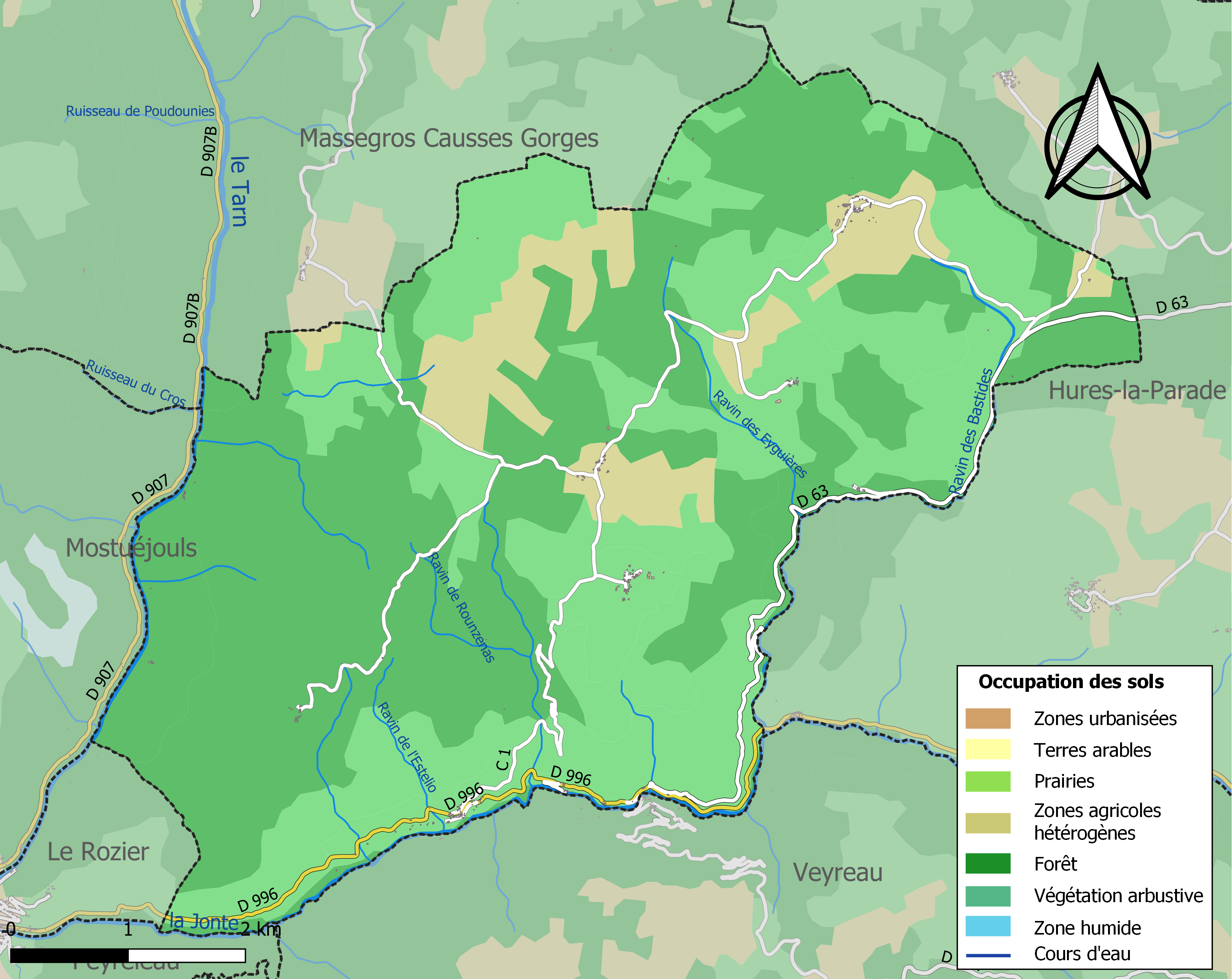
Carte des infrastructures et de l'occupation des sols de la commune en 2018 (CLC).

### Risques majeurs
Le territoire de la commune de Saint-Pierre-des-Tripiers est vulnérable à différents aléas naturels : météorologiques (tempête, orage, neige, grand froid, canicule ou sécheresse), inondations, feux de forêts, mouvements de terrains et séisme (sismicité faible). Un site publié par le BRGM permet d'évaluer simplement et rapidement les risques d'un bien localisé soit par son adresse soit par le numéro de sa parcelle.
Certaines parties du territoire communal sont susceptibles d’être affectées par le risque d’inondation par débordement de cours d'eau, notamment le Tarn et la Jonte. La commune a été reconnue en état de catastrophe naturelle au titre des dommages causés par les inondations et coulées de boue survenues en 1982 et 1994,.
Saint-Pierre-des-Tripiers est exposée au risque de feu de forêt. Un plan départemental de protection des forêts contre les incendies (PDPFCI) a été approuvé en décembre 2014 pour la période 2014-2023. Les mesures individuelles de prévention contre les incendies sont précisées par divers arrêtés préfectoraux et s’appliquent dans les zones exposées aux incendies de forêt et à moins de 200 mètres de celles-ci. L’arrêté du 23 mars 2018, complété par un arrêté de 2020, réglemente l'emploi du feu en interdisant notamment d’apporter du feu, de fumer et de jeter des mégots de cigarette dans les espaces sensibles et sur les voies qui les traversent sous peine de sanctions. L'arrêté du 23 août 2021, abrogeant un arrêté de 2002, rend le débroussaillement obligatoire, incombant au propriétaire ou ayant droit,,.

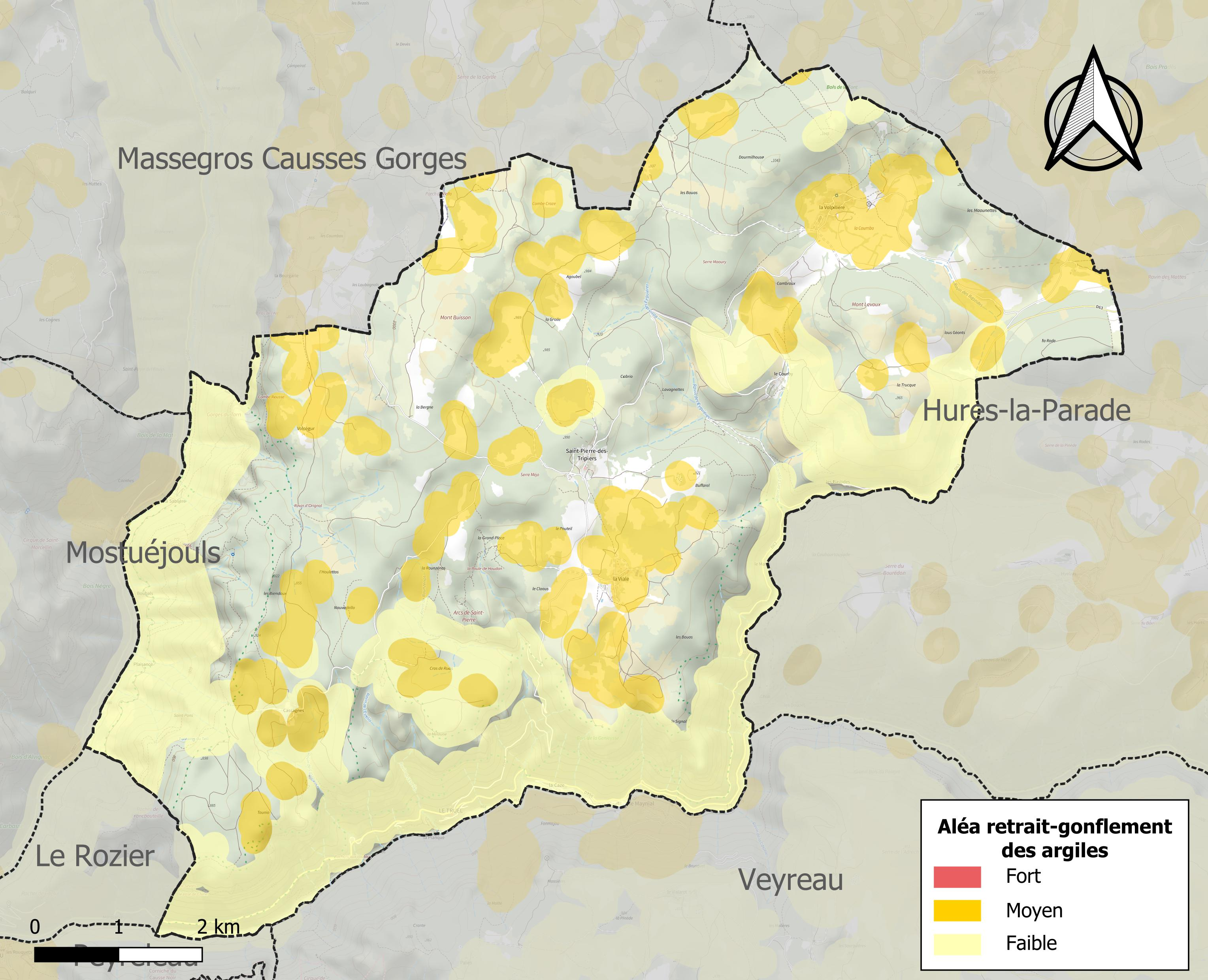
Carte des zones d'aléa retrait-gonflement des sols argileux de Saint-Pierre-des-Tripiers.

Les mouvements de terrains susceptibles de se produire sur la commune sont des affaissements et effondrements liés aux cavités souterraines (hors mines) et des éboulements, chutes de pierres et de blocs. Par ailleurs, afin de mieux appréhender le risque d’affaissement de terrain, l'inventaire national des cavités souterraines permet de localiser celles situées sur la commune.
Le retrait-gonflement des sols argileux est susceptible d'engendrer des dommages importants aux bâtiments en cas d’alternance de périodes de sécheresse et de pluie. 19,6 % de la superficie communale est en aléa moyen ou fort (15,8 % au niveau départemental et 48,5 % au niveau national). Sur les 121 bâtiments dénombrés sur la commune en 2019,  53 sont en aléa moyen ou fort, soit 44 %, à comparer aux 14 % au niveau départemental et 54 % au niveau national. Une cartographie de l'exposition du territoire national au retrait gonflement des sols argileux est disponible sur le site du BRGM,.
Par ailleurs, afin de mieux appréhender le risque d’affaissement de terrain, l'inventaire national des cavités souterraines permet de localiser celles situées sur la commune.

## Toponymie
Dans les actes antérieurs au XVIe siècle, Saint-Pierre-des-Tripiers est connu sous le nom de Sanctus Petrus de Stirpetis. Lorsque l'occitan fut substitué au latin dans les actes publics, de stirpetis devint d’Estrepians, ensuite écrit et déformé par l'administration française en Extrepieds, Destrepiers, d'Estripiers, et finalement des Tripiés, "corrigé" en l'aberrant "des Tripiers".
On traduisait ces dénominations par « trois pieds, pieds droits, trois pierres », ce qui n'est conforme ni à l'étymologie, ni à la réalité.
Une meilleure traduction serait donc « Saint-Pierre des Défrichements » ou « Saint Pierre des Essarts »[réf. nécessaire]

## Histoire
Au sommet du mont Buisson (1 065 m, point culminant de la commune), au nord-ouest de Saint-Pierre, à 1,5 km à vol d’oiseau, subsiste une enceinte protohistorique d'origine celte (VIe siècle av. J.-C.), vestige d'un oppidum. Elle aurait été un lieu de culte, et le siège d’un temple rustique.
En contrebas du mont Buisson, on trouve une doline cultivée dont le fond plat a été obtenu en bouchant l'entrée d'un aven, comme le montre le mur de soutènement édifié à l'intérieur de l'aven de Baume Fromagère.
Le village est né au Moyen Âge autour d'un prieuré roman dont subsiste la belle église Saint-Pierre.
Sur le causse, on trouve des ruines d'un village de résiniers de la période gallo-romaine et la grotte de l'Homme mort qui a fait l'objet de fouilles archéologiques.

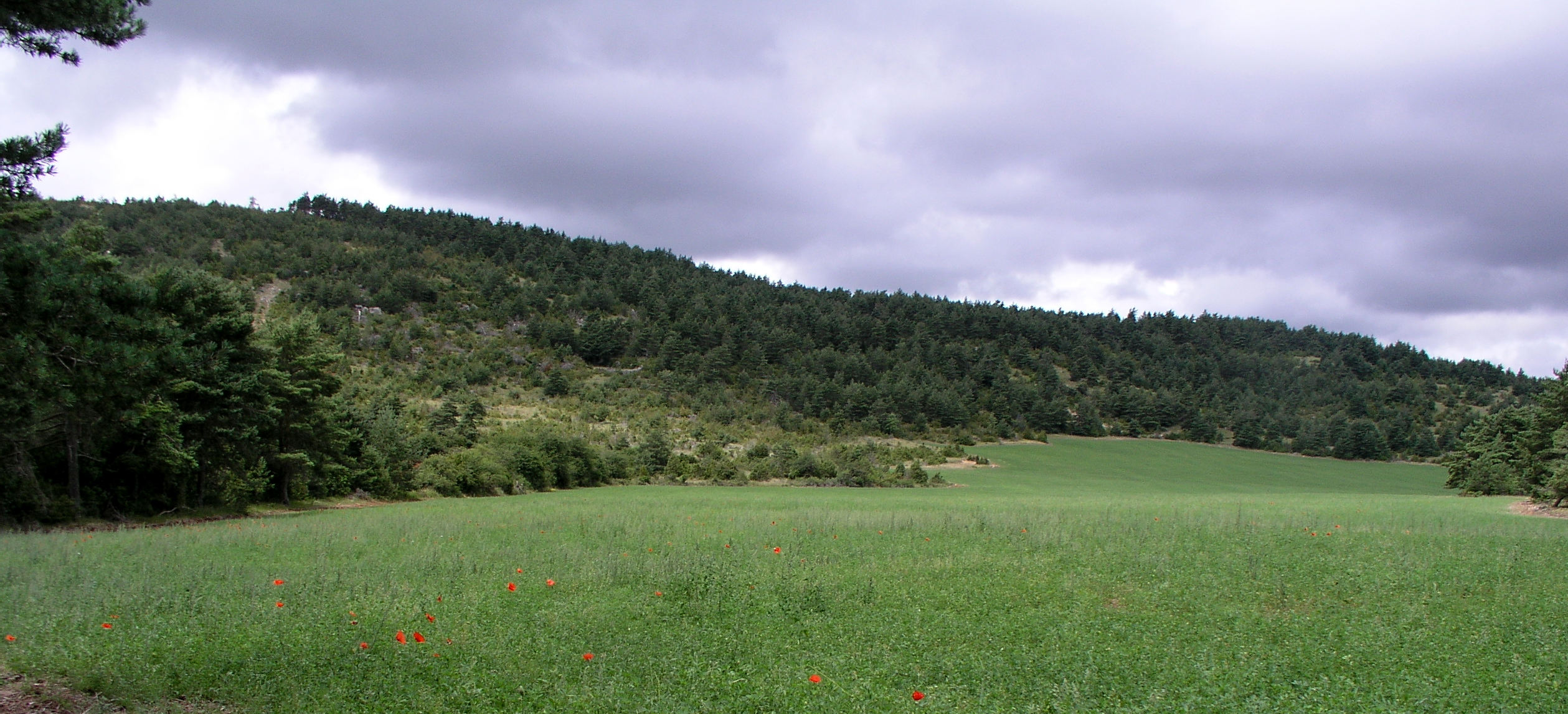
Le mont Buisson.
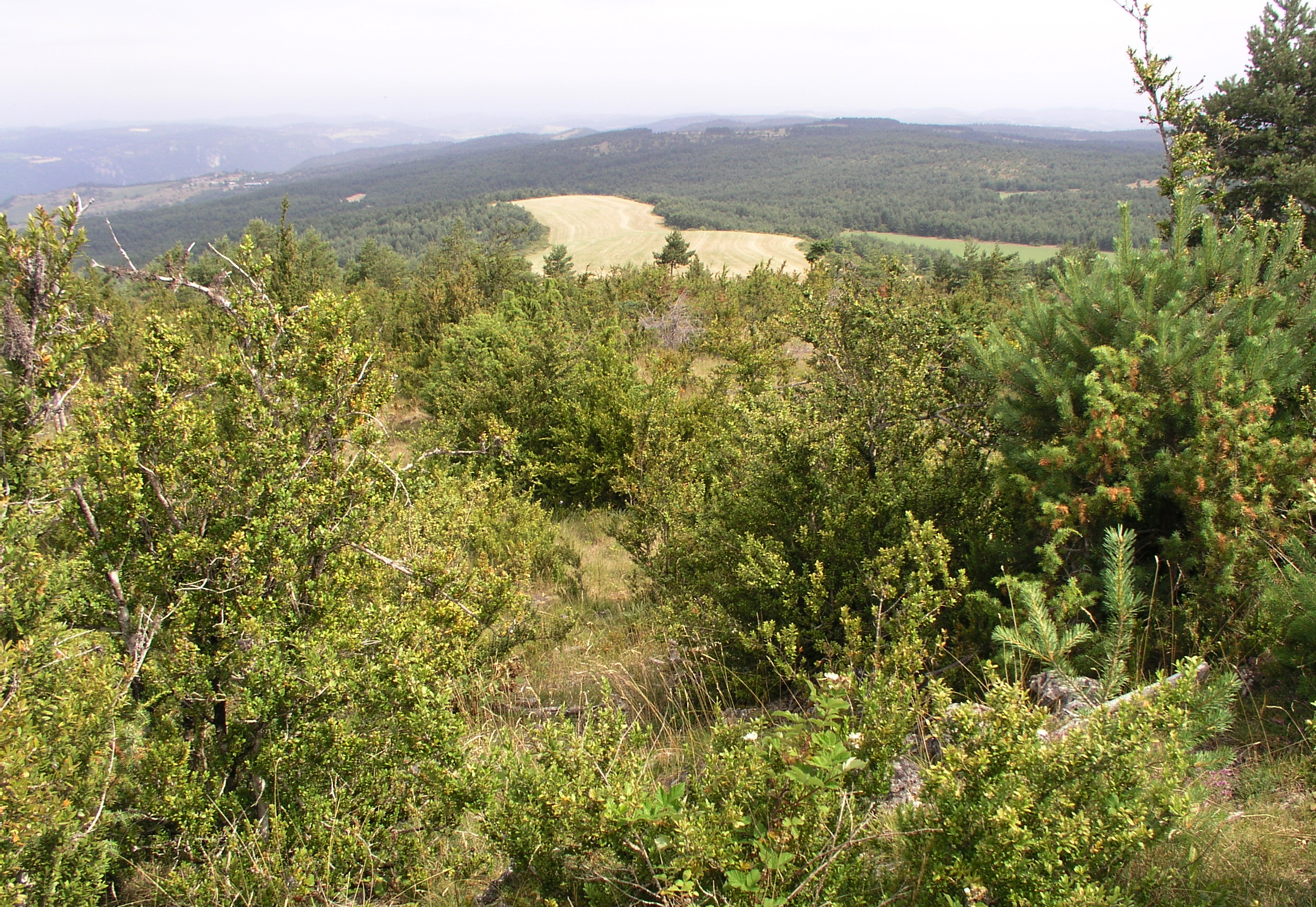
Vue du mont Buisson, point culminant de la commune.
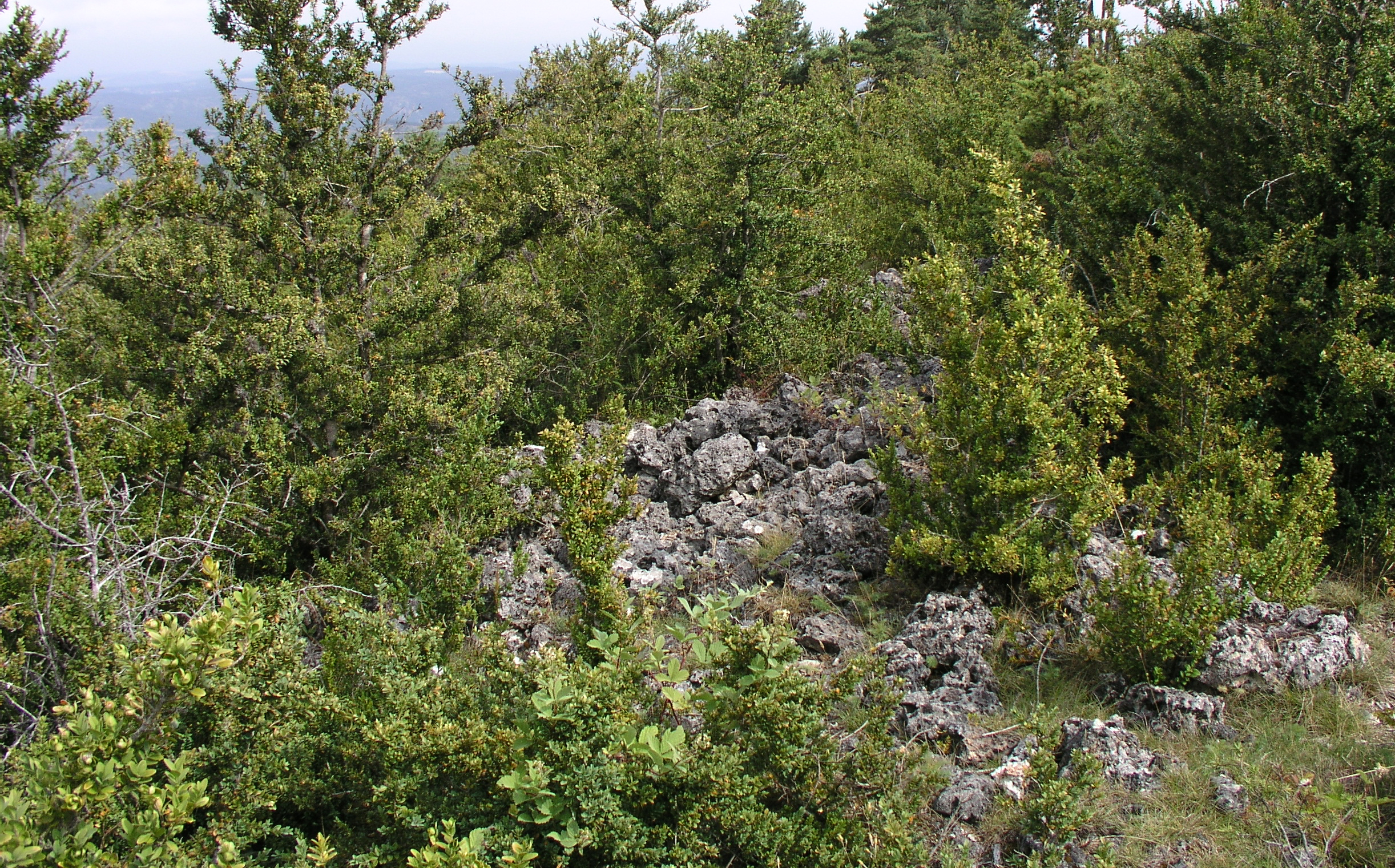
Enceinte protohistorique du Mont Buisson.
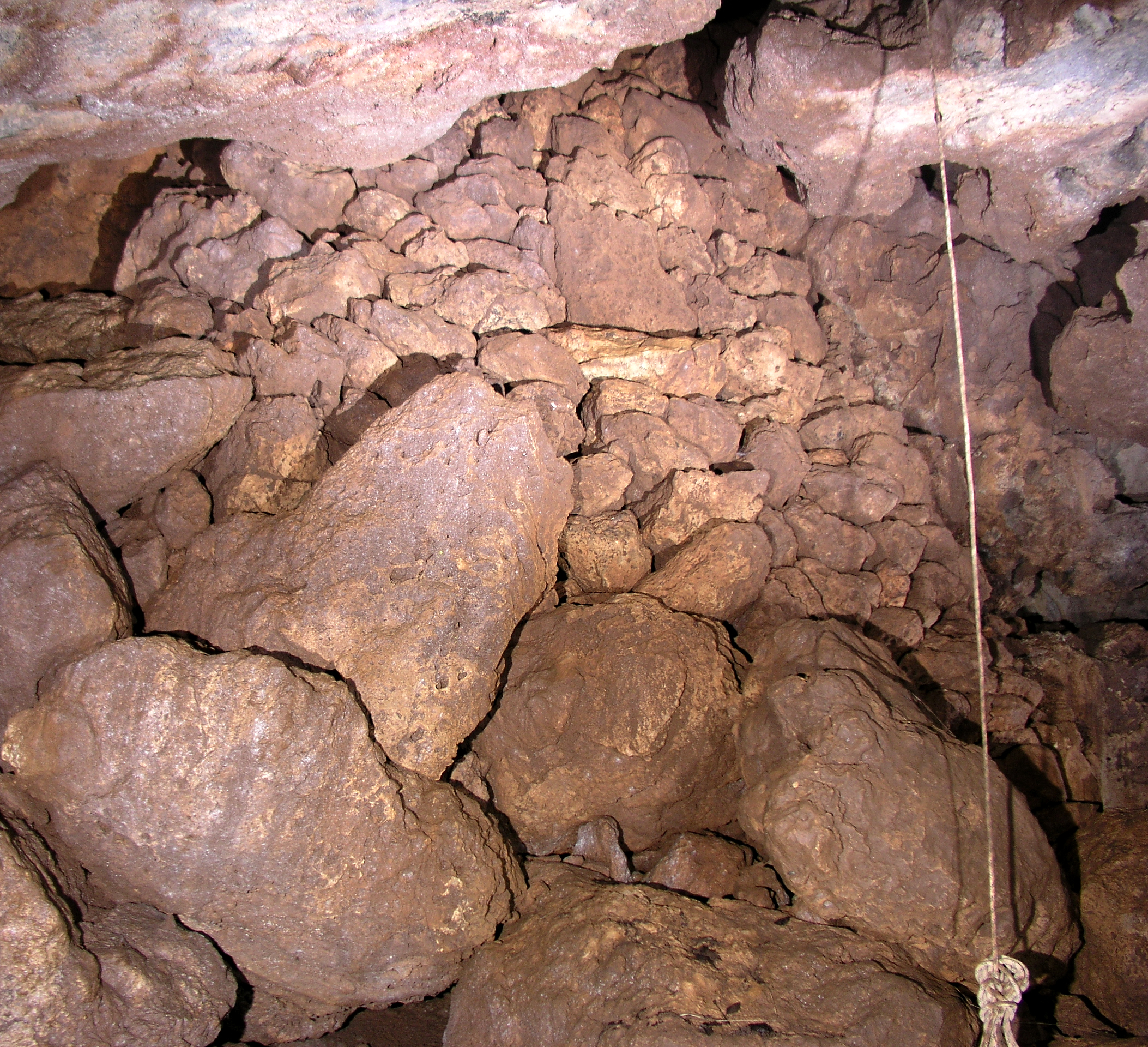
Mur de soutènement dans l'aven de Baume Fromagère.
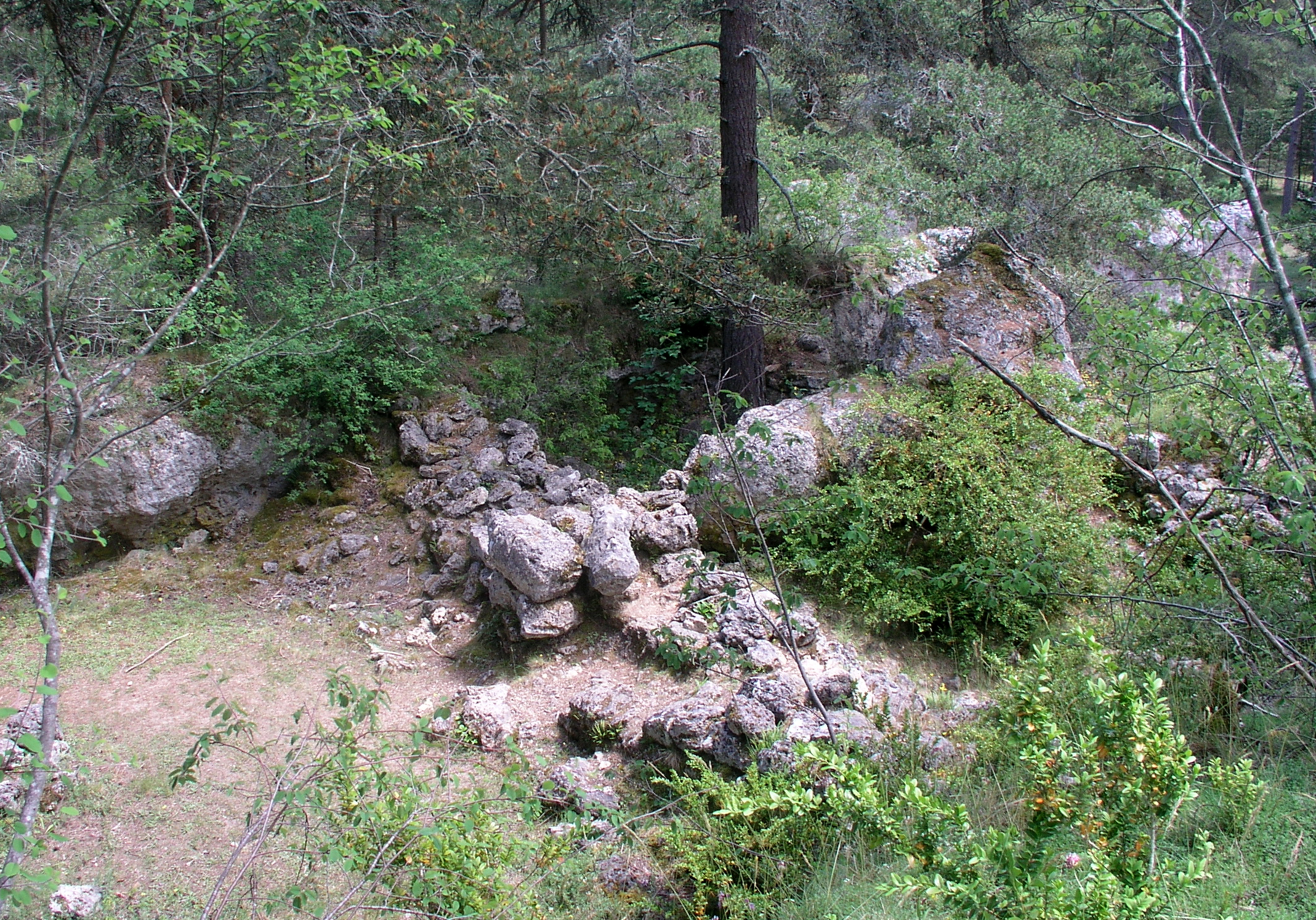
Ruines d'un ancien village gallo-romain de résiniers près des Arcs de Saint-Pierre.
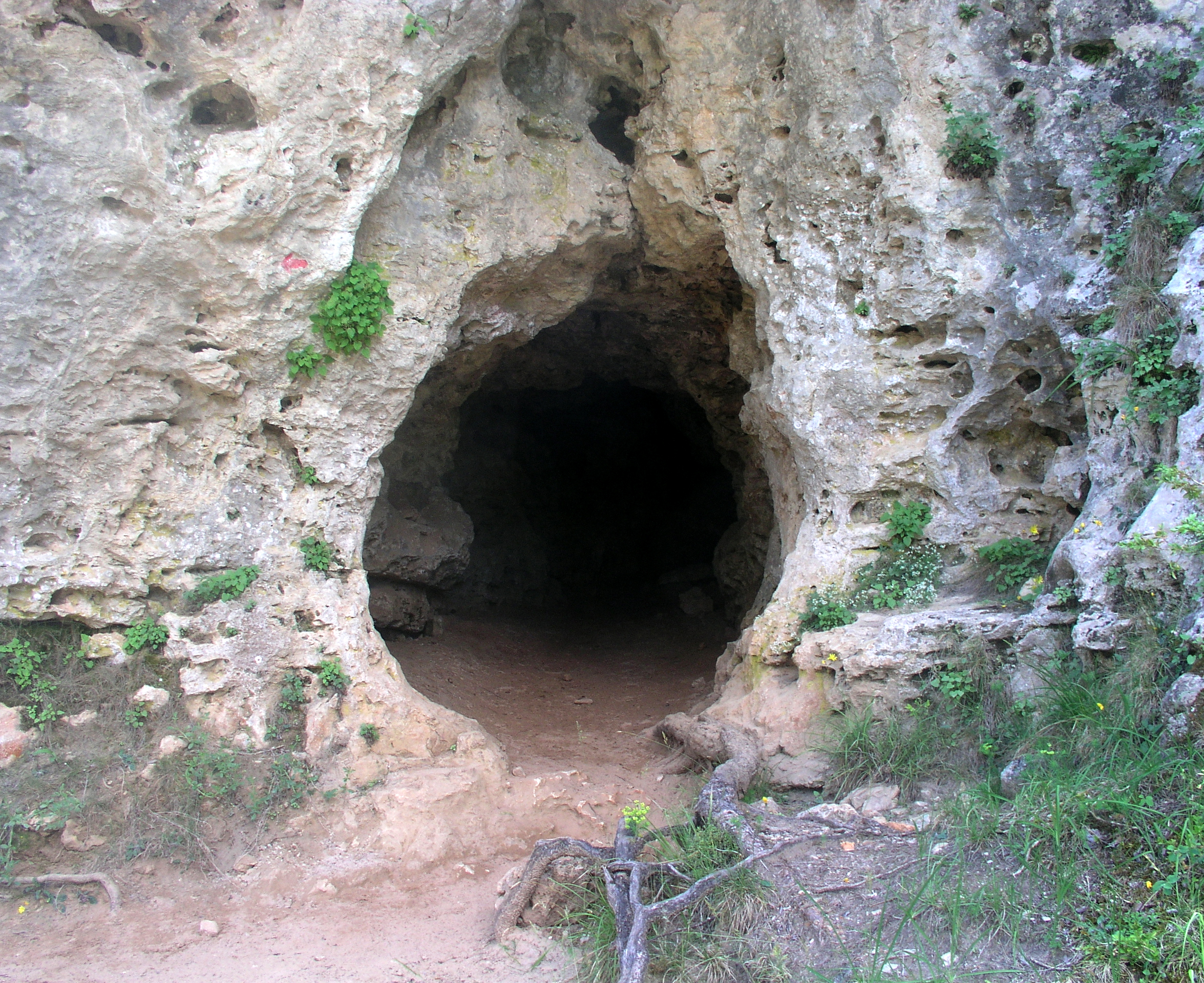
Entrée de la grotte de l'Homme mort.

## Politique et administration
| Période                  | Période  | Identité                     | Étiquette | Qualité |
| ------------------------ | -------- | ---------------------------- | --------- | ------- |
| 1790                     | 1798     | Antoine Agulhon              |           |         |
| 1798                     | 1821     | Antoine Blanc                |           |         |
| 1821                     | 1843     | Étienne Caussignac           |           |         |
| 1843                     | 1852     | Augustin Lapeyre             |           |         |
| 1852                     | 1865     | Jean Caussignac              |           |         |
| 1865                     | 1870     | Pierre-Louis Arragon         |           |         |
| 1870                     | 1874     | Célestin Caussignac          |           |         |
| 1874                     | 1876     | Omer Lapeyre                 |           |         |
| 1876                     | 1881     | Célestin Caussignac          |           |         |
| 1881                     | 1883     | Jean-Antoine Caussignac      |           |         |
| 1881                     | 1896     | Jules Girbes                 |           |         |
| 1896                     | 1929     | Justin Pouget                |           |         |
| 1929                     | 1945     | Victorin Brunel              |           |         |
| 1945                     | 1950     | Léon Agrinier                |           |         |
| 1950                     | 1959     | Casimir Lapeyre              |           |         |
| 1959                     | 1965     | Armand Costecalde            |           |         |
| 1965                     | 1989     | Brigitte Boudillon-Chabanier |           |         |
| 1989                     | 1995     | Josette Gal                  |           |         |
| 1995                     | 2014     | André Vernhet                |           |         |
| 2014                     | 2018     | Pierre Granat                |           |         |
| 2018 (réélu en mai 2020) | En cours | Emmanuel Adely               |           |         |

## Démographie
L'évolution du nombre d'habitants est connue à travers les recensements de la population effectués dans la commune depuis 1793. Pour les communes de moins de 10 000 habitants, une enquête de recensement portant sur toute la population est réalisée tous les cinq ans, les populations de référence des années intermédiaires étant quant à elles estimées par interpolation ou extrapolation. Pour la commune, le premier recensement exhaustif entrant dans le cadre du nouveau dispositif a été réalisé en 2007.

En 2022, la commune comptait 96 habitants, en évolution de +14,29 % par rapport à 2016 (Lozère : +0,11 %, France hors Mayotte : +2,11 %).
| 1793 | 1800 | 1806 | 1821 | 1831 | 1836 | 1841 | 1846 | 1851 |
| ---- | ---- | ---- | ---- | ---- | ---- | ---- | ---- | ---- |
| 349  | 408  | 371  | 461  | 441  | 441  | 405  | 401  | 369  |

| 1856 | 1861 | 1866 | 1872 | 1876 | 1881 | 1886 | 1891 | 1896 |
| ---- | ---- | ---- | ---- | ---- | ---- | ---- | ---- | ---- |
| 436  | 397  | 389  | 379  | 356  | 356  | 405  | 395  | 391  |

| 1901 | 1906 | 1911 | 1921 | 1926 | 1931 | 1936 | 1946 | 1954 |
| ---- | ---- | ---- | ---- | ---- | ---- | ---- | ---- | ---- |
| 342  | 407  | 304  | 255  | 270  | 256  | 187  | 146  | 130  |

| 1962 | 1968 | 1975 | 1982 | 1990 | 1999 | 2006 | 2007 | 2012 |
| ---- | ---- | ---- | ---- | ---- | ---- | ---- | ---- | ---- |
| 120  | 80   | 73   | 69   | 63   | 79   | 76   | 76   | 76   |

| 2017 | 2022 | - | - | - | - | - | - | - |
| ---- | ---- | - | - | - | - | - | - | - |
| 88   | 96   | - | - | - | - | - | - | - |

## Économie

### Emploi
|                | 2008   | 2013   | 2018  |
| -------------- | ------ | ------ | ----- |
| Commune        | 11,1 % | 10,6 % | 4,3 % |
| Département    | 5 %    | 6,4 %  | 7,1 % |
| France entière | 8,3 %  | 10 %   | 10 %  |

En 2018, la population âgée de 15 à 64 ans s'élève à 48 personnes, parmi lesquelles on compte 78,7 % d'actifs (74,5 % ayant un emploi et 4,3 % de chômeurs) et 21,3 % d'inactifs,. En  2018, le taux de chômage communal (au sens du recensement) des 15-64 ans est inférieur à celui de la France et du département, alors qu'en 2008 la situation était inverse.
La commune est hors attraction des villes,. Elle compte 29 emplois en 2018, contre 26 en 2013 et 13 en 2008. Le nombre d'actifs ayant un emploi résidant dans la commune est de 36, soit un indicateur de concentration d'emploi de 80,4 % et un taux d'activité parmi les 15 ans ou plus de 50 %.
Sur ces 36 actifs de 15 ans ou plus ayant un emploi, 21 travaillent dans la commune, soit 58 % des habitants. Pour se rendre au travail, 63,9 % des habitants utilisent un véhicule personnel ou de fonction à quatre roues, 16,7 % s'y rendent en deux-roues, à vélo ou à pied et 19,4 % n'ont pas besoin de transport (travail au domicile).

## Culture locale et patrimoine

### Lieux et monuments
- Église Saint-Pierre de Saint-Pierre-des-Tripiers. L'édifice a été inscrit au titre des monuments historiques en 1987[36].
- Église Notre-Dame-de-l'Assomption du Truel[37].
- La Sablière : remarquable ensemble de onze bâtisses du XIe siècle, accroché sur le versant nord du causse Méjean sous le rocher de Cinglegros, dominant le Tarn, et auquel on accède en barque.
- Les vases de Chine et de Sèvres, hauts lieux de l'escalade, dans les gorges de la Jonte.
- Arbre remarquable : un orme champêtre imposant (hauteur : 28 m ; envergure 23 m ; circonférence à 1,5 m : 5,90 m) se situe en face de l'église de Saint-Pierre et de son cimetière ; il a été classé Arbre remarquable de France le 27 juin 2009.
- La Maison des vautours, ouverte depuis 1996.

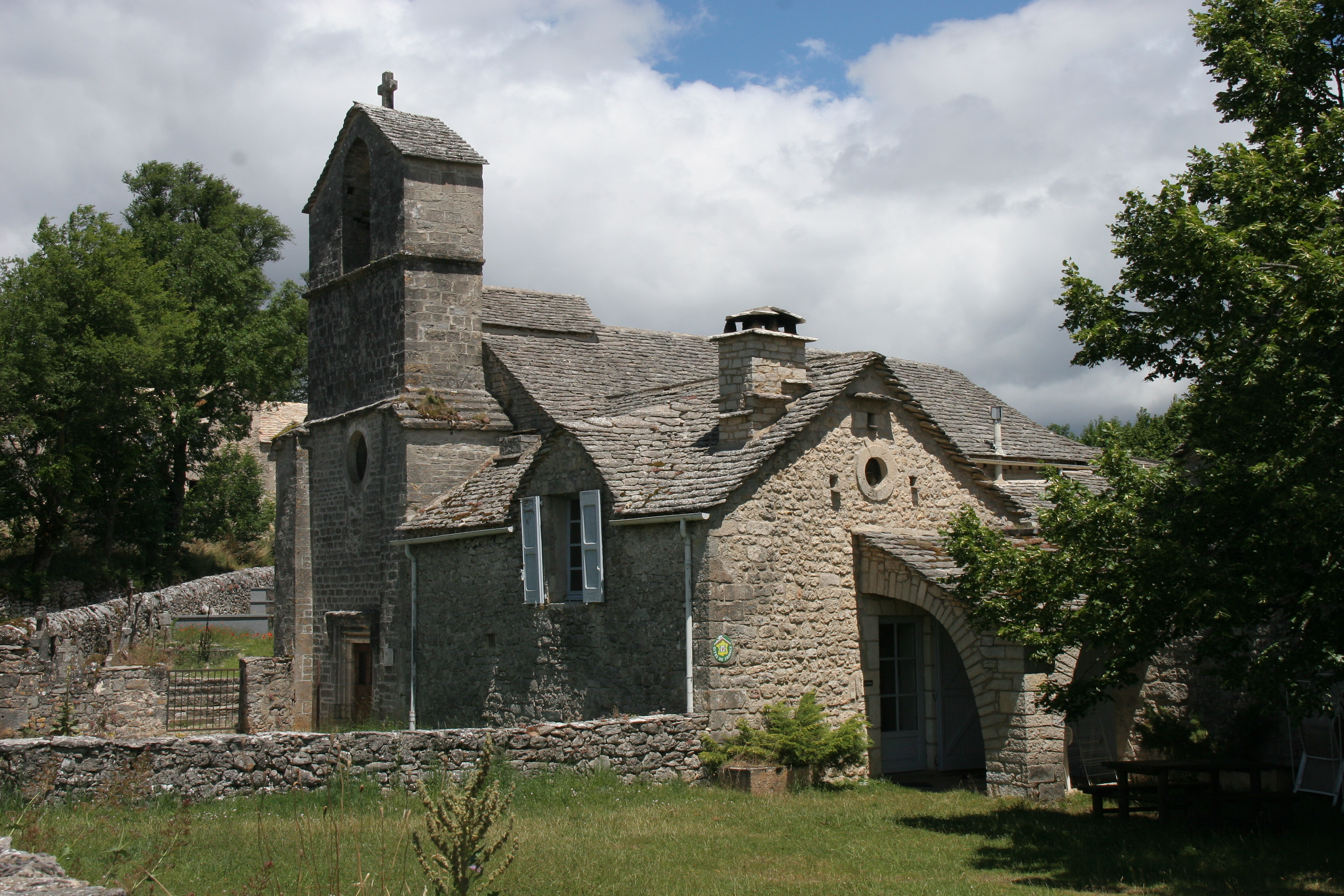
L'église Saint-Pierre.
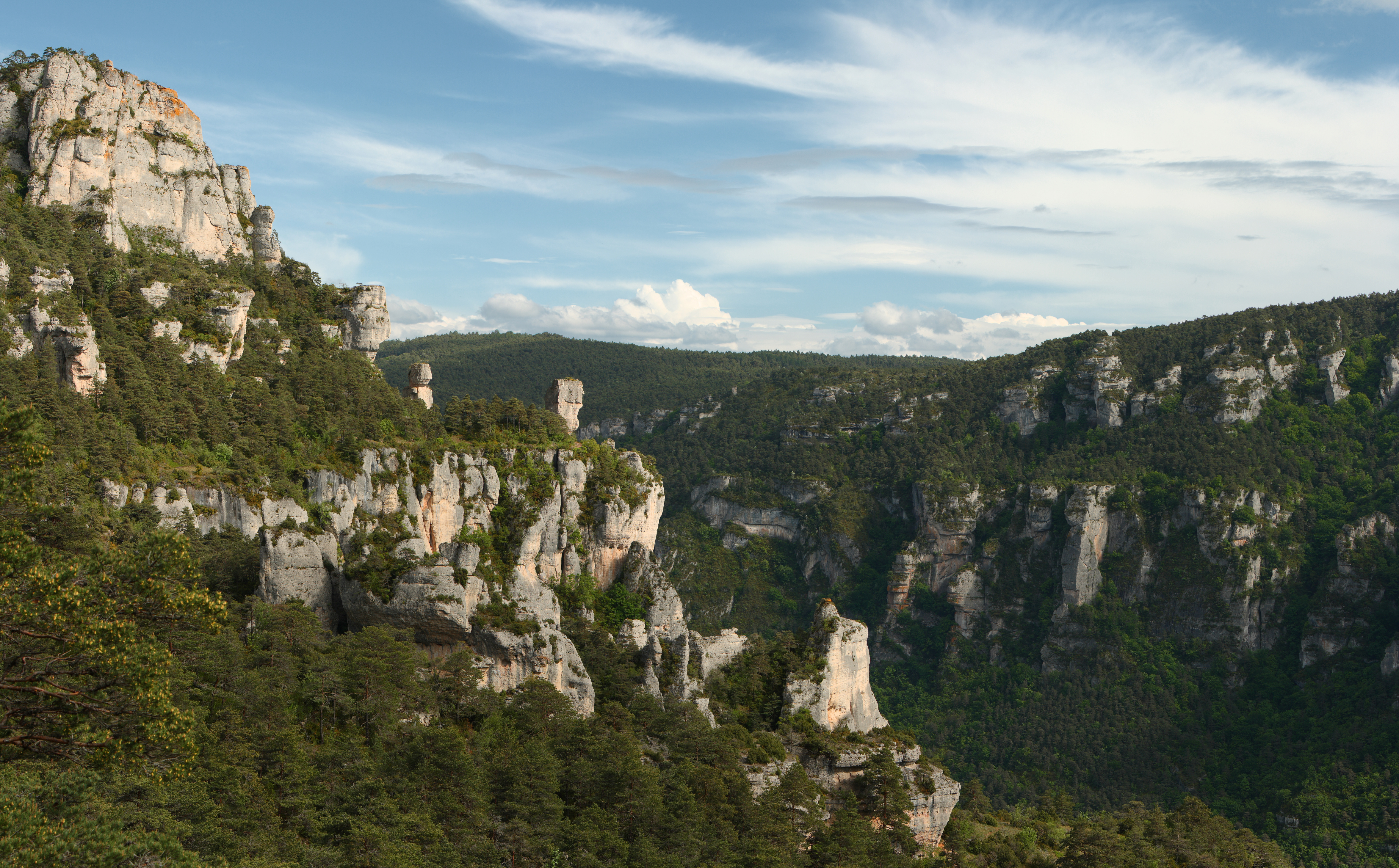
Les vases de Sèvres et de Chine dans les gorges de la Jonte.
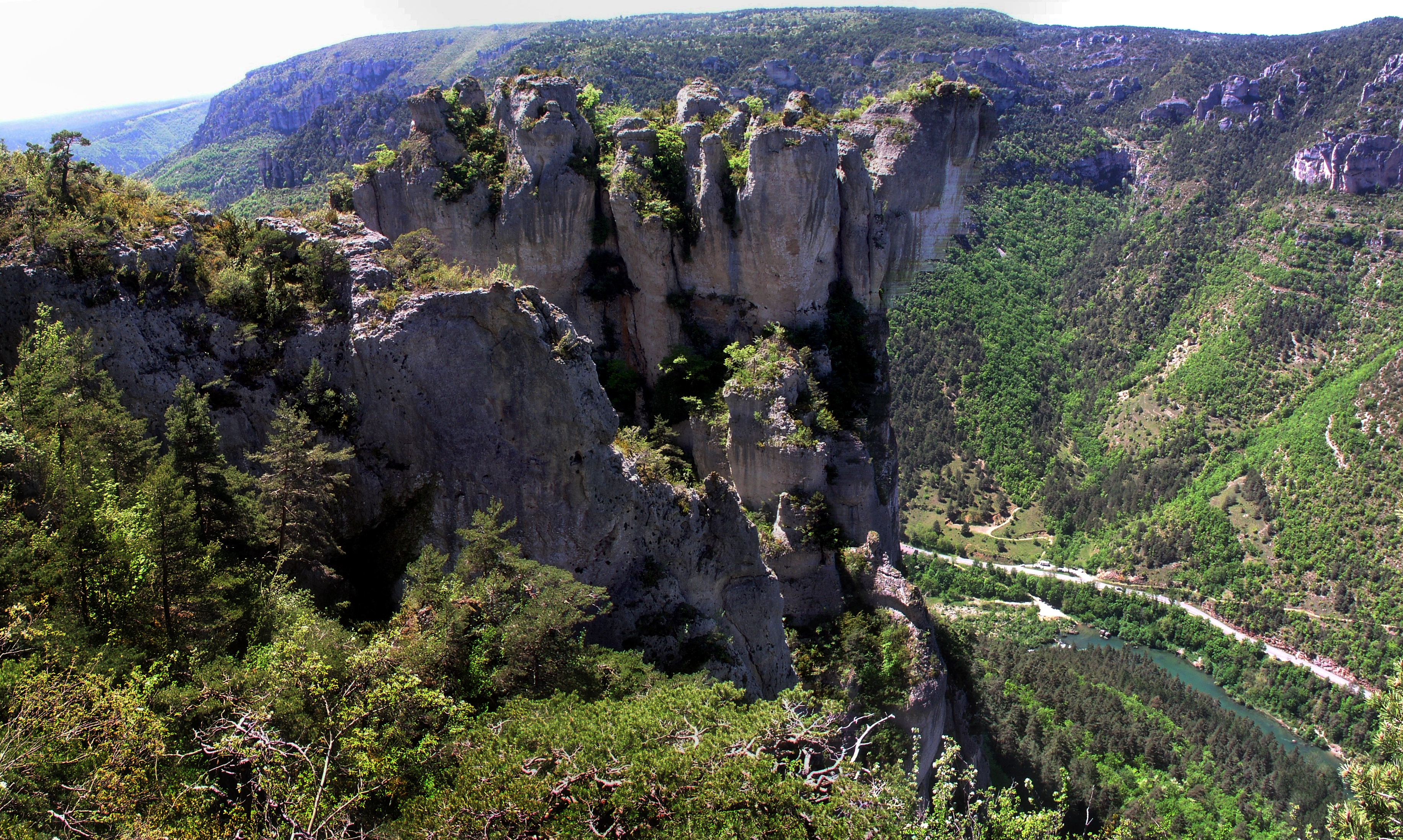
Le rocher de la Cinglegros dominant les gorges du Tarn.
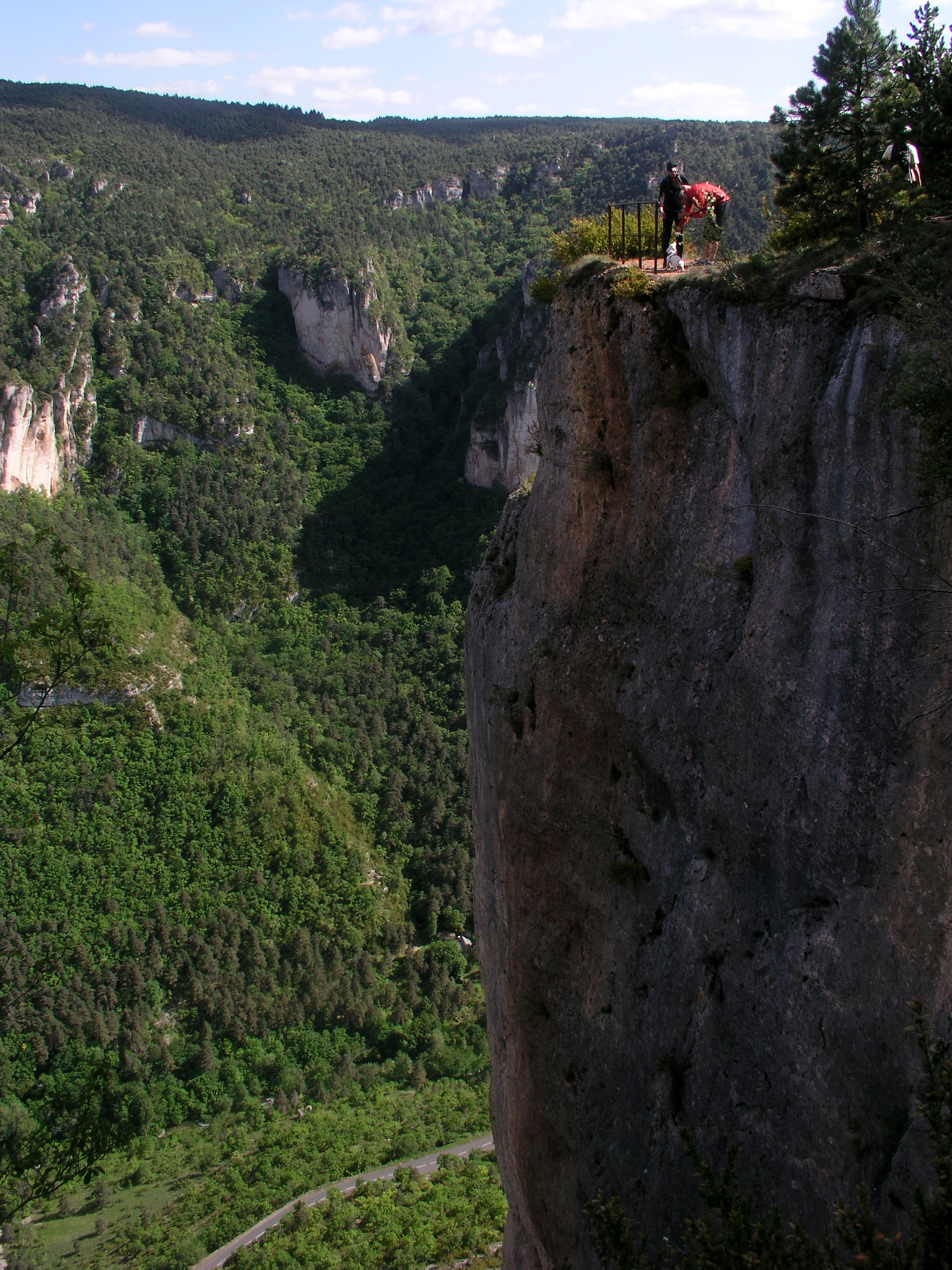
Point de vue du sentier des Vautours, gorges de la Jonte.
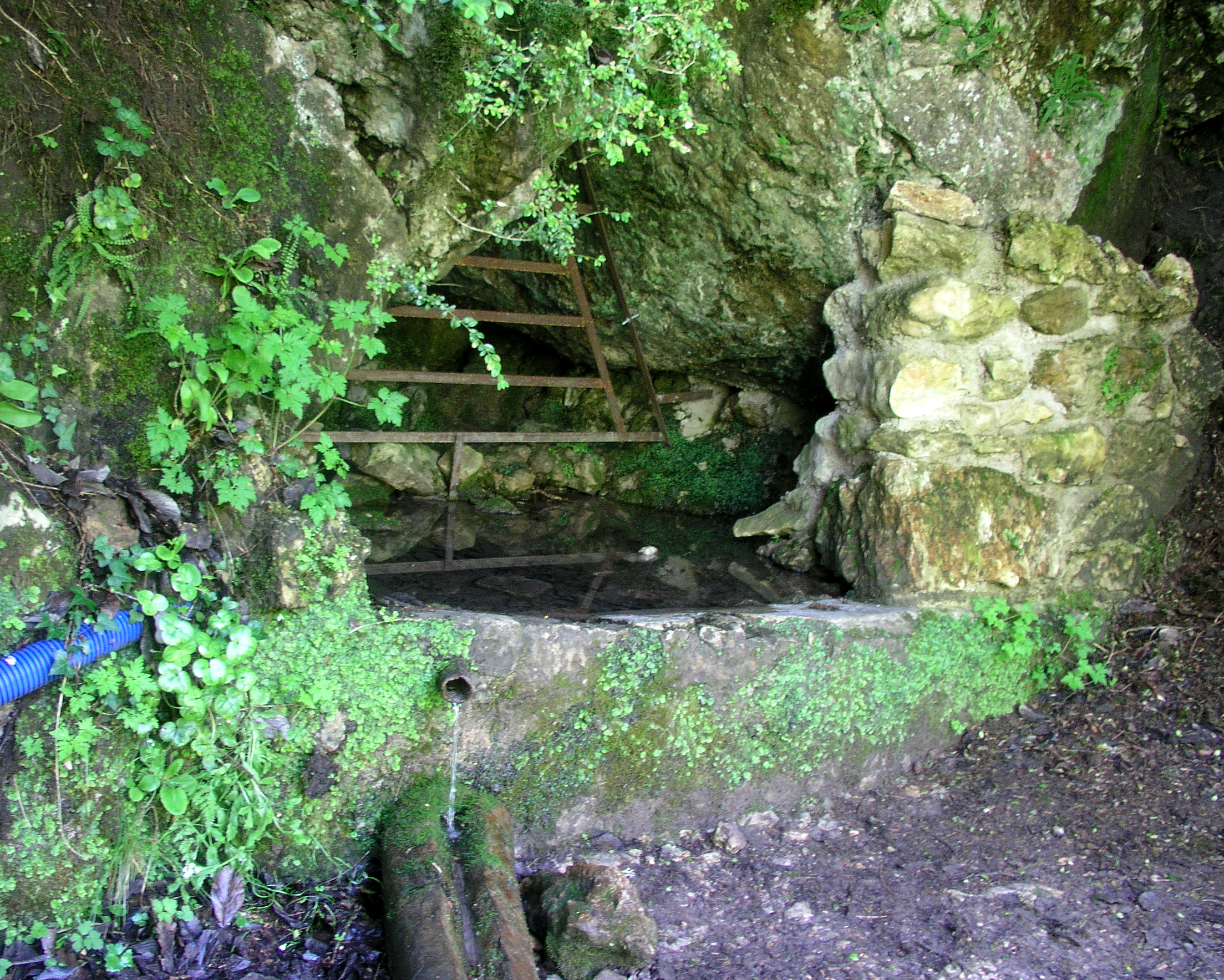
La fontaine du Teil, gorges du Tarn.
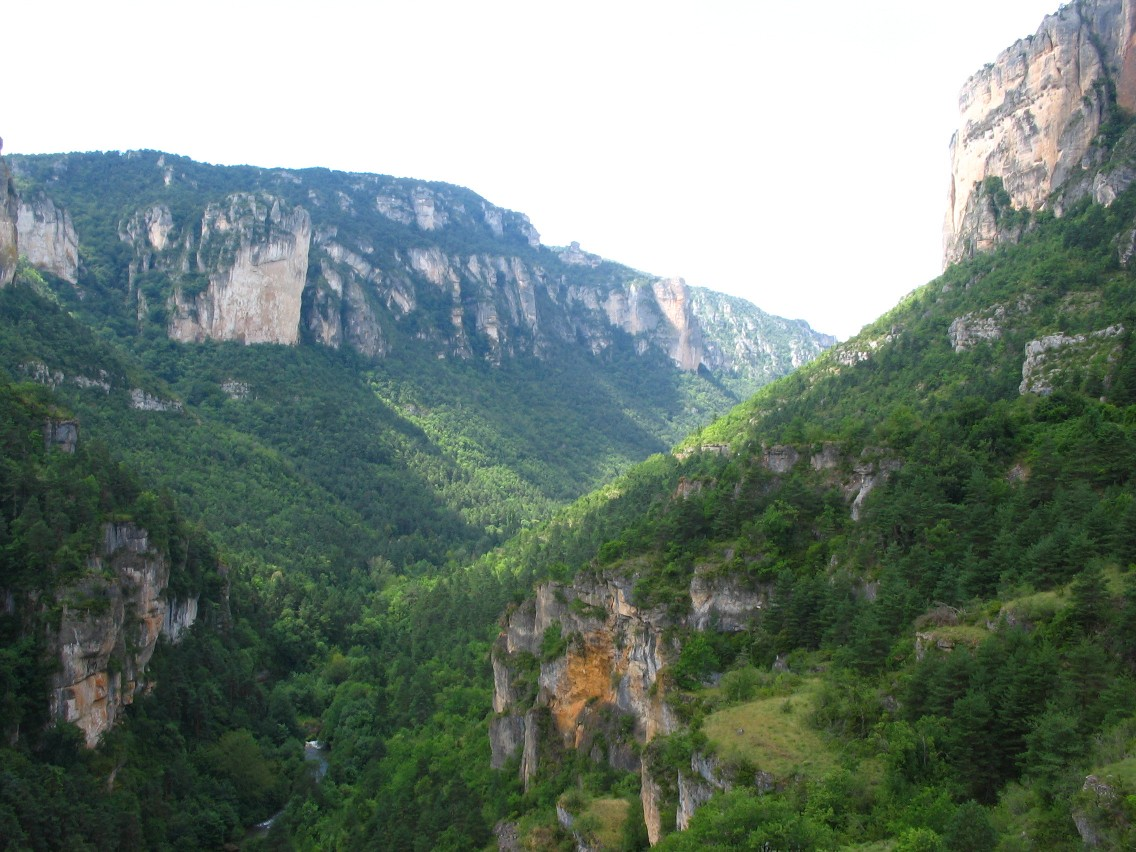
Vue sur les gorges de la Jonte depuis la Maison des vautours.

- Les arcs de Saint-Pierre sont des arches naturelles remarquables du causse Méjean.

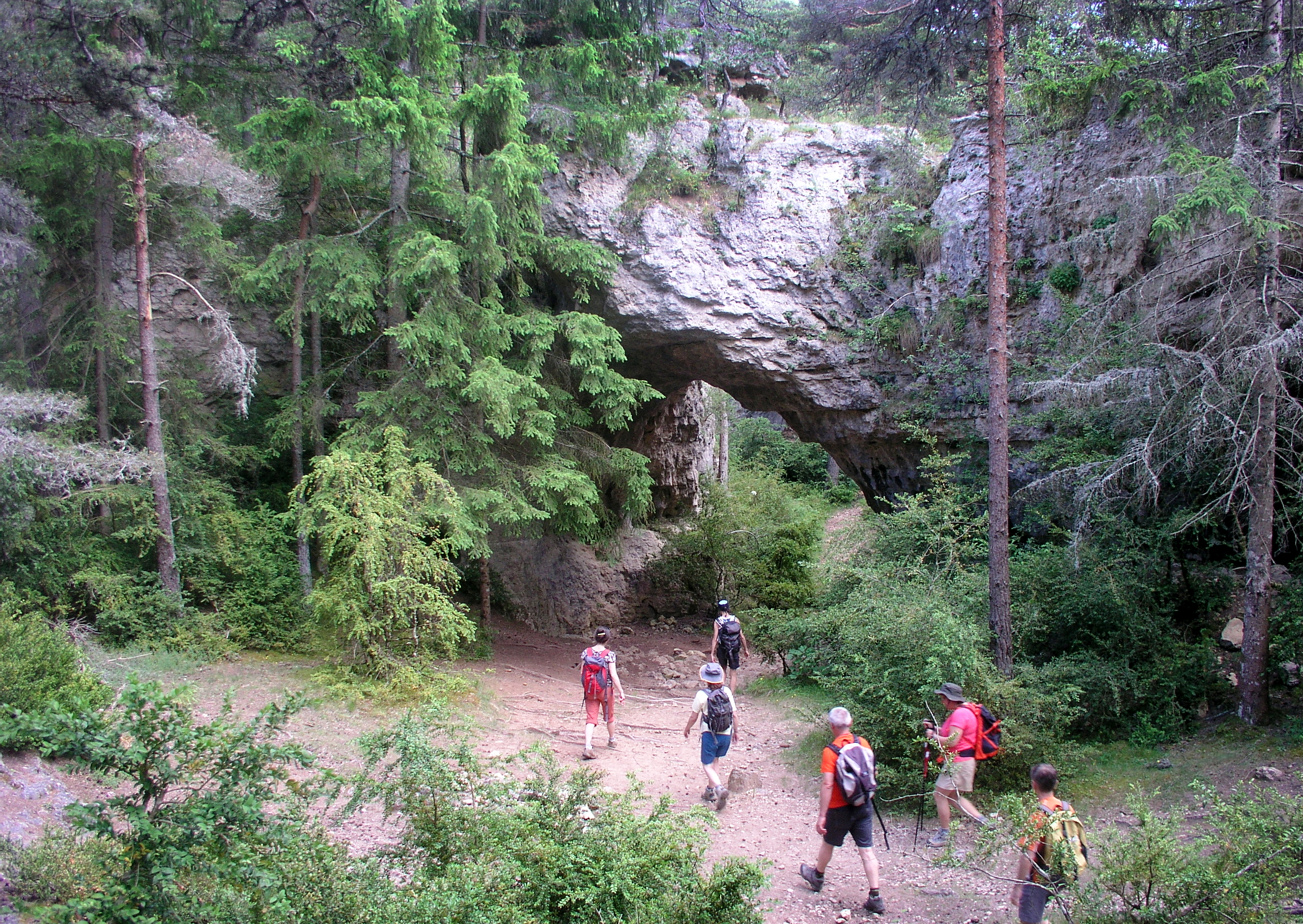
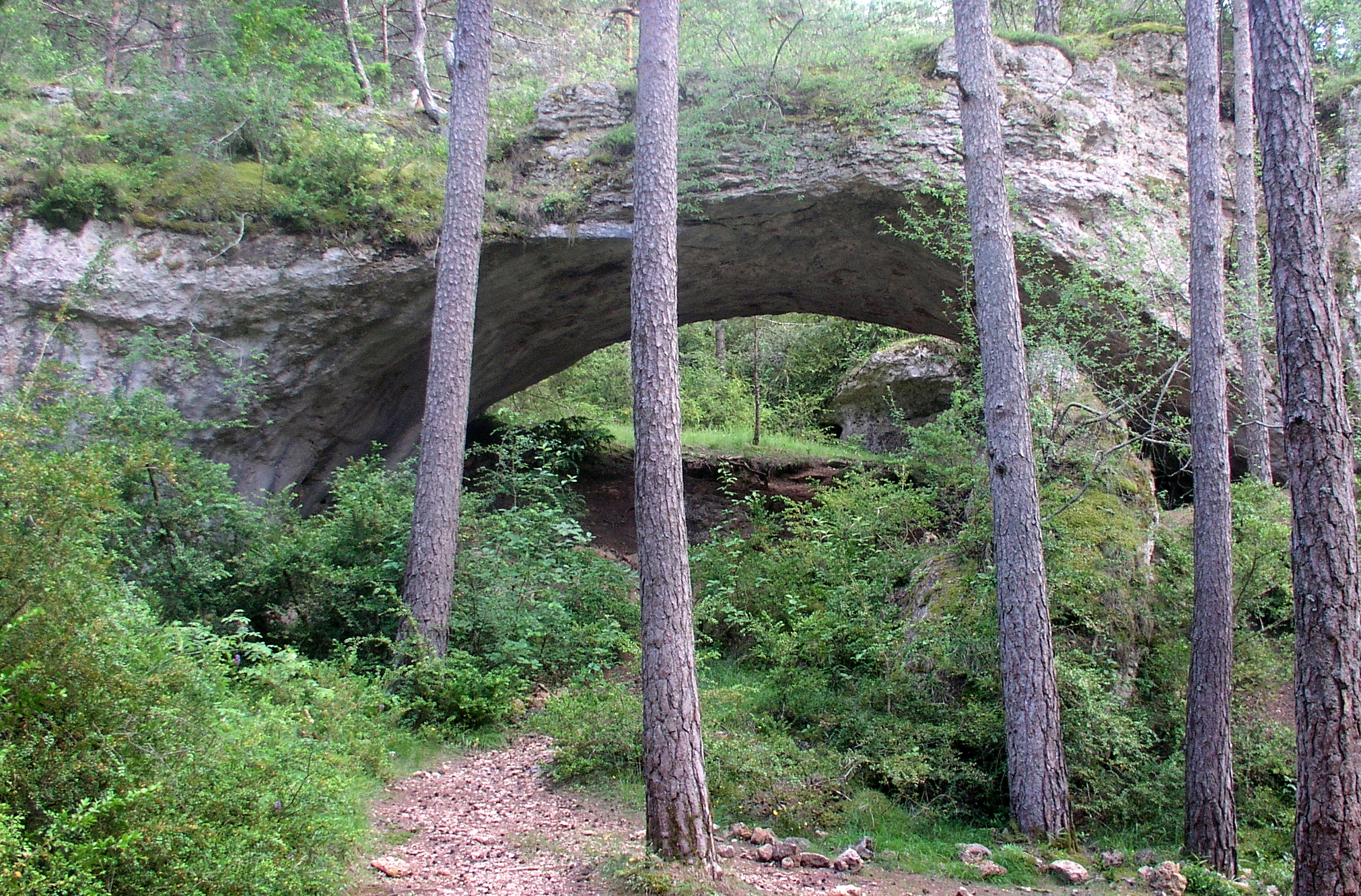
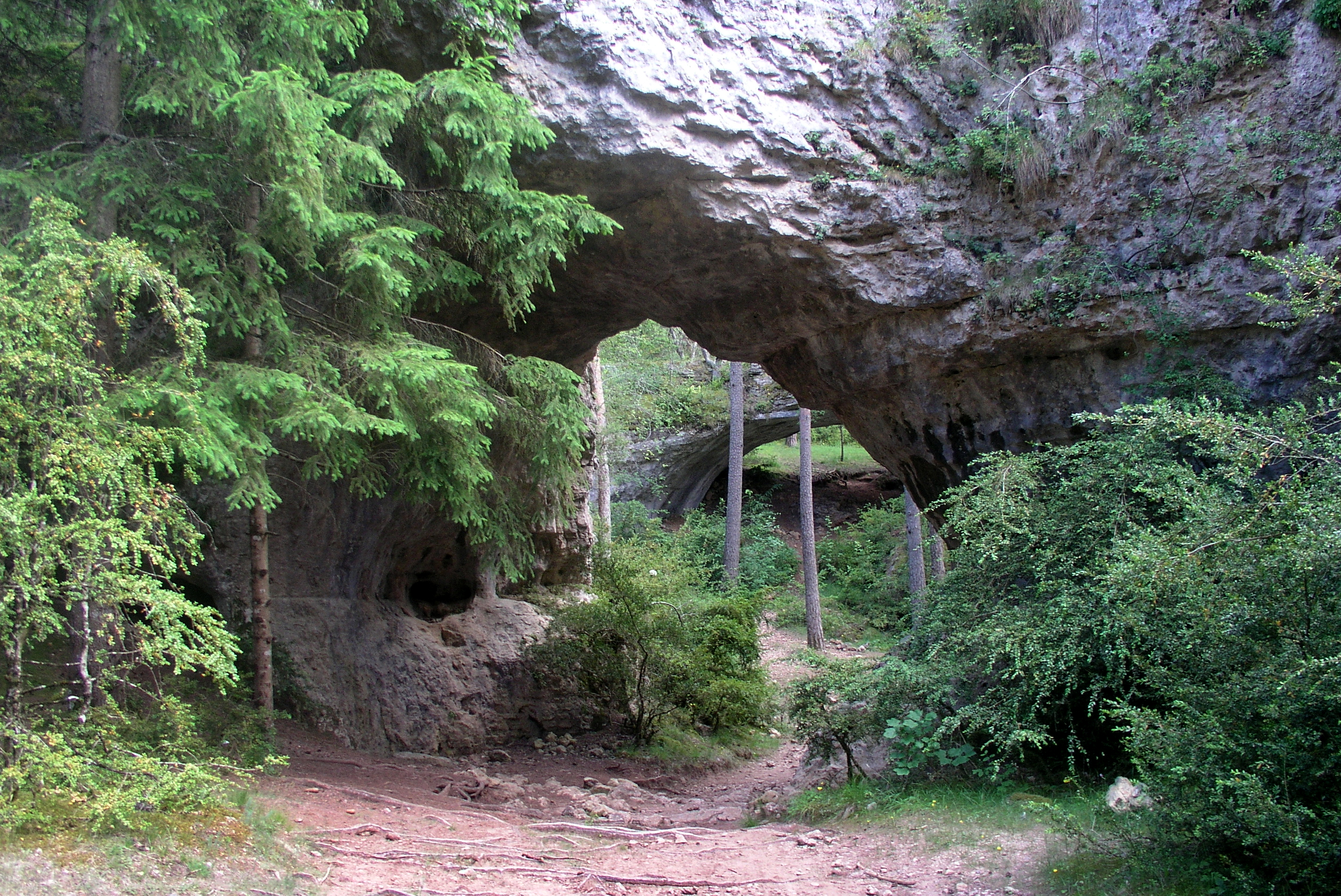
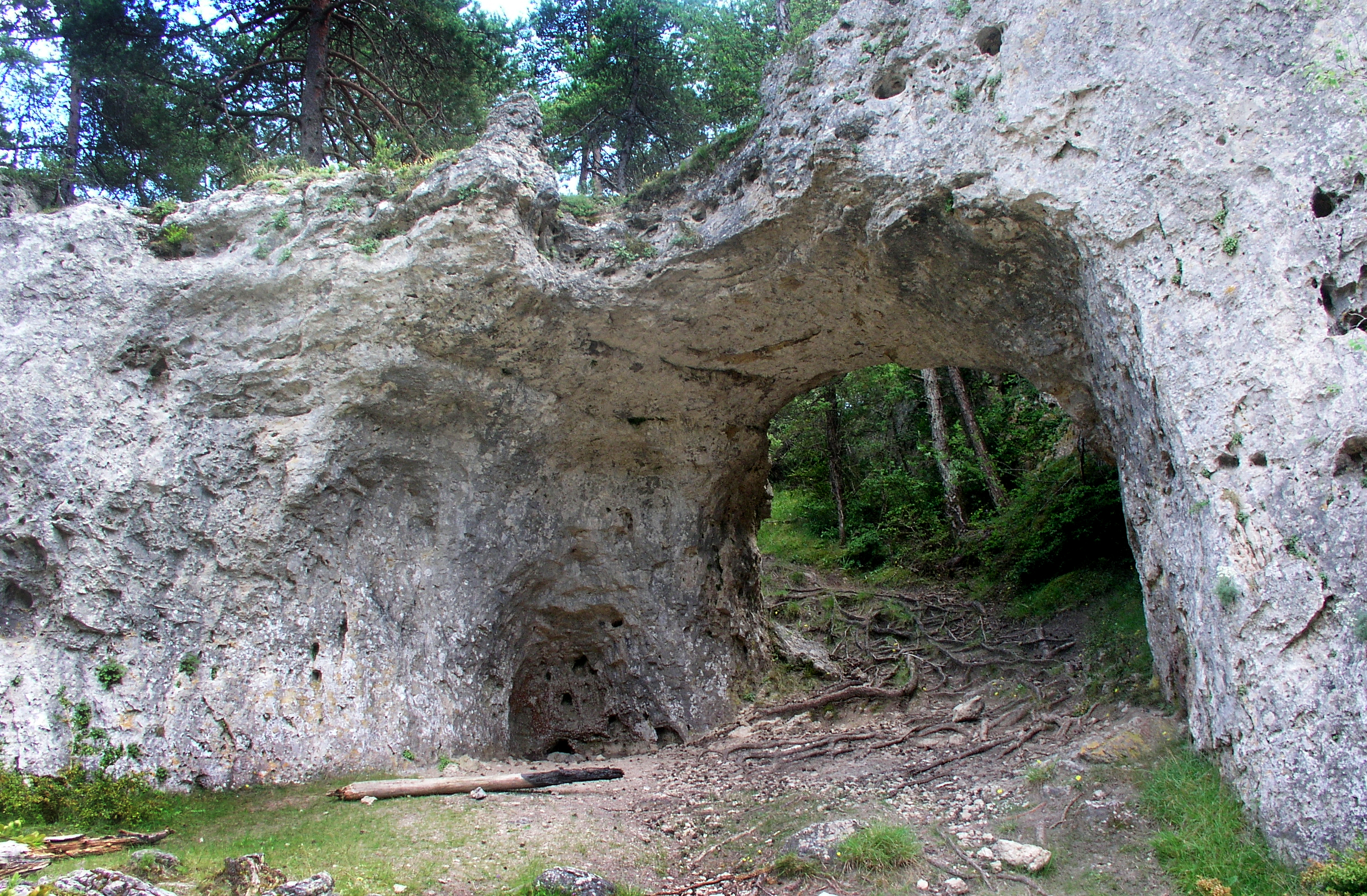
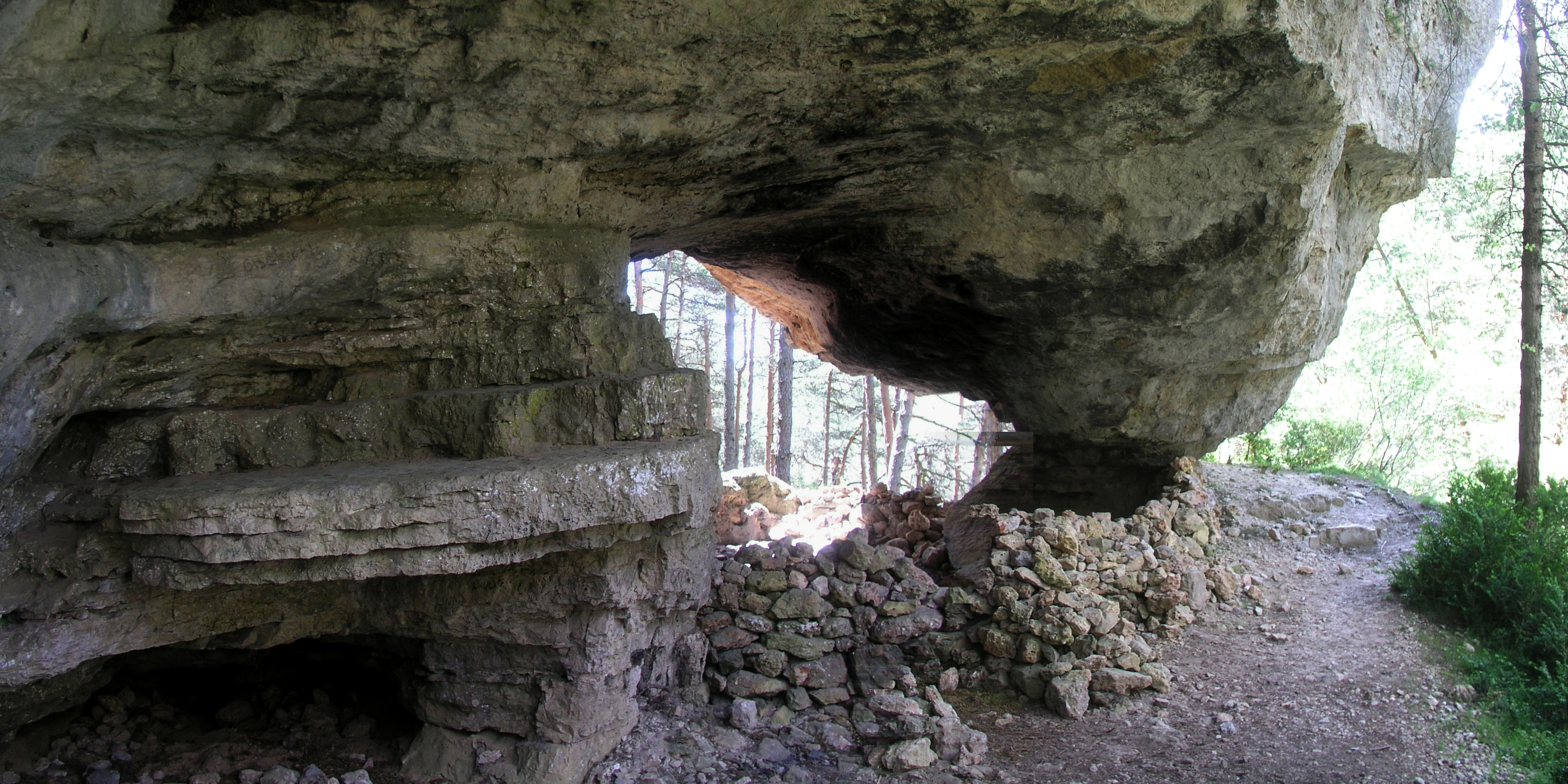

### Personnalités liées à la commune
Édouard-Alfred Martel, fondateur de la spéléologie moderne, a logé régulièrement à la Sablière, hameau à partir duquel il a exploré le causse Méjean, avec Louis Armand, forgeron au Rozier, et notamment découvert l'aven Armand. 

### Héraldique
| Blason | Blasonnement : Coupé : au I) d'azur aux clés de saint Pierre, au II) d'argent au vautour de sable de face et contourné, aux col et membres du champ, posé sur un mont de 3 coupeaux de sinople mouvant d'une champagne ondée coupée d'azur et d'azur. |